# Figure de style
Vous lisez un « article de qualité » labellisé en 2010.

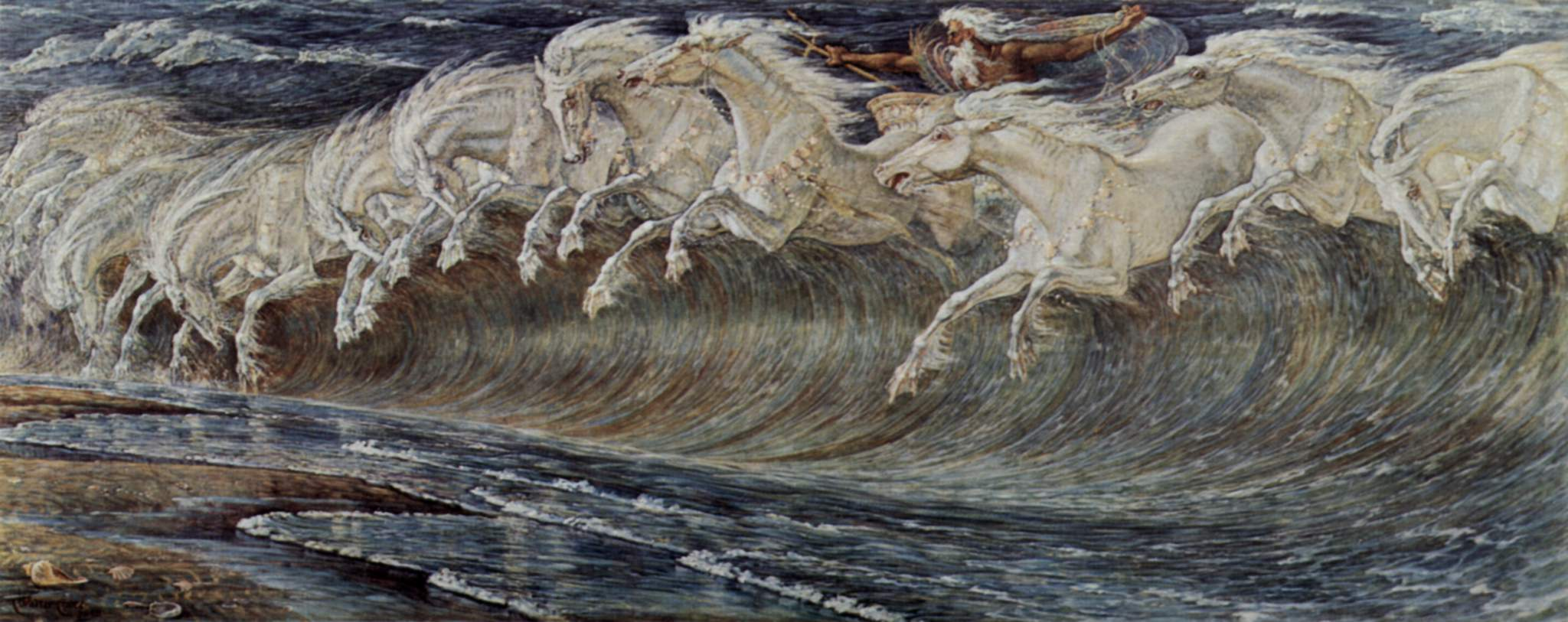
Substitution opérée par la métaphore : « Ils viennent les chevaux de la Mer ! ».
Huile sur toile par Walter Crane (1893).

Une figure de style, du latin figura, est un procédé d’écriture qui s’écarte de l’usage ordinaire de la langue et donne une expressivité particulière au propos. On parle également de figure rhétorique ou de figure du discours. Si certains auteurs établissent des distinctions dans la portée des deux expressions, l’usage courant en fait des synonymes.
Les figures de style, liées à l'origine à la rhétorique, sont généralement l’une des caractéristiques des textes qualifiés de « littéraires ». Elles sont cependant d’un emploi commun dans les interactions quotidiennes, écrites ou orales, du moins pour certaines d’entre elles, comme l’illustrent par exemple les métaphores injurieuses du capitaine Haddock.
De manière générale, les figures de style mettent en jeu : soit le sens des mots (figures de substitution comme la métaphore ou la litote, l’antithèse ou l’oxymore), soit leur sonorité (allitération, paronomase par exemple) soit enfin leur ordre dans la phrase (anaphore, gradation parmi les plus importantes). Elles se caractérisent par des opérations de transformation linguistique complexes, impliquant la volonté stylistique de l'énonciateur, l'effet recherché et produit sur l'interlocuteur, le contexte et l'univers culturel de référence également.
Chaque langue a ainsi ses propres figures de style ; leur traduction pose souvent des problèmes de fidélité par rapport à l'image recherchée. Par conséquent, cet article ne traite que des figures de style en langue française.
Les figures de style constituent un vaste ensemble complexe de procédés variés et à l’étude délicate. Les spécialistes ont identifié, depuis l’Antiquité gréco-romaine (avec Cicéron, Quintilien) des centaines de figures de style et leur ont attribué des noms savants, puis ont tenté de les classer (Fontanier, Dumarsais).
La linguistique moderne a renouvelé l’étude de ces procédés d’écriture en introduisant des critères nouveaux, d'identification et de classement, se fondant tour à tour sur la stylistique, la psycholinguistique ou la pragmatique. Les mécanismes des figures de style sont en effet l'objet de recherches neurolinguistiques et psychanalytiques.

## Définition et caractéristiques

### Principe: un écart par rapport à l'usage normal de la langue
L'auteur (du latin auctor) est, étymologiquement, « celui qui augmente, qui fait avancer ». L'apport de l'écrivain provient pour partie de son style, c'est-à-dire de l'ensemble des moyens d'expression qu'il utilise dans son propos et qui traduisent sa personnalité ; ce que résume la formule célèbre de Buffon : « Le style est l'homme même ».
Cette manière d'écrire propre se fonde en particulier sur l'utilisation des figures de style, du latin figura, mot désignant la forme d'un objet. Celles-ci sont des écarts par rapport à la langue commune,.
L'auteur amplifie son discours en recourant aux figures, notamment par l'utilisation du langage imagé, mais pas seulement. C'est Pierre Fontanier le premier qui a développé la théorie de la figure-écart. De nombreuses figures de style ont également pour intérêt d'agir sur le rythme, la construction syntaxique ou la répétition. On peut par exemple repérer deux figures de style dans le vers :
Ma seule Étoile est morte, – et mon luth constellé

Porte le Soleil noir de la Mélancolie.
— Gérard de Nerval, Les Chimères, El Desdichado

L'expression « Soleil noir de la Mélancolie » permet à Nerval d'imager deux idées. Il y a en effet un oxymore, figure réunissant deux mots aux connotations contraires (« soleil » et « noir ») et une métaphore (analogie entre le « soleil noir » et la « mélancolie », maladie de l'ennui), qui permettent au lecteur de percevoir la sensibilité de l'auteur et son univers mental, marqué, ici, par l'étrangeté et le mal de vivre. En conséquence, la figure de style est une composante essentielle du style chez un écrivain, mais aussi, et plus généralement, chez tout locuteur et au sein du langage lui-même : 

« La formation des figures est indivisible du langage lui-même, dont tous les mots abstraits sont obtenus par quelque abus ou quelque transfert de signification, suivi d'un oubli du sens primitif. »

— Paul Valéry
La recherche de la nature de cet écart, et surtout de la norme à laquelle il se ressent, a été l'objectif de la plupart des études et analyses modernes,.

### Dénomination: de la «figure rhétorique» à la «figure stylistique»
L'expression « figure de style », du latin figura, est elle-même la réunion de deux tropes :

« L’expression « figure de style » est un ensemble de deux figures de style accolées, une métaphore et une métonymie : le « style » était jadis un poinçon pour graver des caractères dans la cire, donc dire « style » au lieu d’écriture est une métonymie (l’outil à la place de l’usage) ; figure vient de figura, « dessin », donc il y a dérivation de sens, métaphore, car on passe d’une idée à sa représentation. »

— Henri Suhamy
L'usage commun confond en effet les expressions de « figures de style » et de « figures de rhétorique » mais certains auteurs établissent une distinction entre les deux. Ainsi, dans son ouvrage Éléments de rhétorique, Jean-Jacques Robrieux distingue les figures de rhétorique, qui jouent un « rôle persuasif » et qui forment une classe de procédés fonctionnels, des figures autres dites non-rhétoriques et qui peuvent être « poétiques, humoristiques et lexicales ». La distinction académique sépare elle aussi les figures de rhétorique, visant la persuasion, des figures stylistiques, visant l'« ornement du discours ».
Pourtant, à l'origine, la figure de style est l'une des composantes de l'elocutio, partie de l'art rhétorique qui s'attache au style et aux ornements du discours. Pour Cicéron elle est le propre de l'orateur et « adapte à ce que l'invention fournit des mots et des phrases appropriées ». C'est donc la partie la plus littéraire de la rhétorique. La figure de style est le lieu d'une bonne expression et de l'ornement (« ornatus »). Selon la rhétorique classique, l'élocution concerne ainsi le choix des mots et la composition des phrases (les membres de phrases ou « cola » doivent être équilibrés), le rejet des archaïsmes et des néologismes, l'usage de métaphores et des figures adaptées aux propos (à condition toutefois qu'elles soient claires, autrement il s'agit de fautes d'expression), enfin, le rythme doit être souple et au service du sens. La Rhétorique à Herennius recommande ainsi « l'élégance, l'agencement des mots, la beauté ».
Les figures de rhétorique (ou « schèmata » en grec) proviennent donc de la qualité de l'orateur. Elles procurent en premier lieu un plaisir (ou « delectatio ») car « leur mérite manifeste [est] de s'éloigner de l'usage courant » selon Quintilien mais servent avant tout la persuasion et l'argumentation. De ce fait, la notion de « figure de rhétorique » est à examiner au sein de la catégorie plus vaste des figures de style.

### Emploi à l'écrit et à l'oral
La figure de style est spécifiquement un procédé d'écriture — à distinguer de la « clause de style » —, qui met en jeu l'« effort » du locuteur pour constituer la figure, son intention stylistique en somme, et l'« effet » sur l'interlocuteur qui fait appel à sa sensibilité. Les figures de style sont donc définies comme un sous-ensemble de la stylistique,, constitué par des écarts par rapport à l'usage commun de la langue, un emploi remarquable des mots et de leur agencement. Elles concernent ainsi un rapport particulier entre le « signifiant » (le mot) et le « signifié » (le sens).
Les figures de style sont cependant présentes constamment, hors la littérature et même dans l'expression non poétique comme le montre George Lakoff. Par exemple, dans la métonymie journalistique : « L'Élysée a fait savoir ». Elles le sont encore davantage dans la langue orale, qui cherche à retenir l'attention du récepteur et qui use des procédés d'ironie, des jeux de mots, des clichés, de locutions figées ou de raccourcis de langage comme dans l'expression imagée : « Il pleut des cordes ». Cependant, pour Bernard Dupriez, « ce n'est qu'occasionnellement que les figures modifient la langue ».

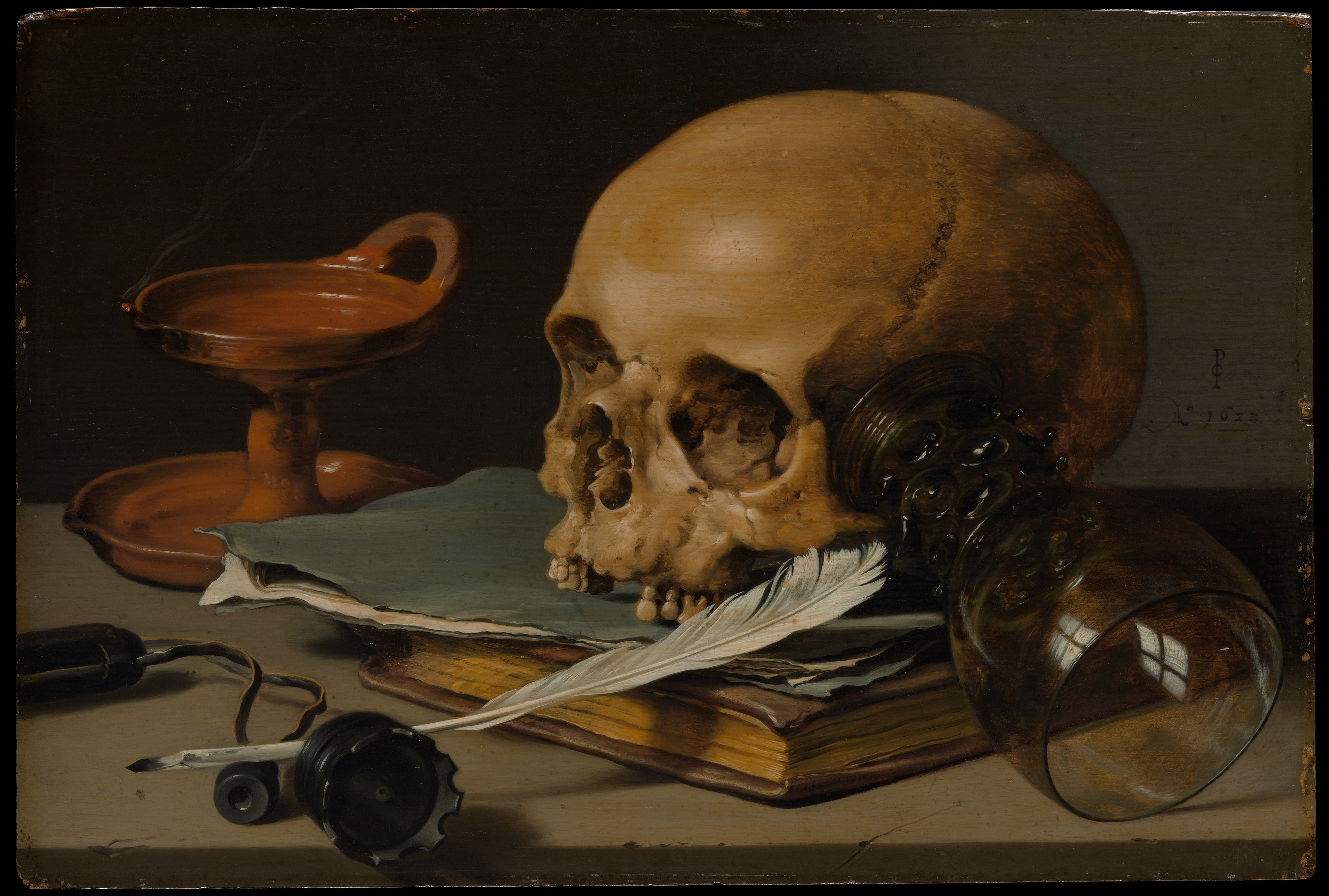
Dans cette vanité, le crâne est le symbole de la mort et les objets renversés sont la métaphore du décès.

Cet écart par rapport à la « norme linguistique » induit cependant des limites d'acceptabilité pour une figure de style. En effet, si la figure s'écarte trop de la norme elle tombe dans le registre des solécismes,. Mais le sens est aussi une limite : en effet la phrase peut être grammaticalement correcte mais asémantique (sans sens). L'expression poétique « inventant » des formes, elle échappe à ces restrictions. Certains textes surréalistes l'illustrent parfaitement, tel ces vers :
À la poste d'hier tu télégraphieras

que nous sommes bien morts avec les hirondelles

Facteur triste facteur un cercueil sous ton bras

va-t'en porter ma lettre aux fleurs à tire d'elle
— Robert Desnos, La Liberté de l'Amour, Les Gorges froides
C'est également le cas de l'anacoluthe comme dans la dernière strophe de L'Albatros de Charles Baudelaire : « Exilé sur le sol au milieu des huées // Ses ailes de géant l'empêchent de marcher ». Reste que pour évaluer une figure par rapport à cette norme, il faudrait définir « un degré zéro de l'écriture » selon Roland Barthes, et de l'usage linguistique, ce qui n'est pas possible puisque chaque locuteur teinte son propos de sa subjectivité propre. C'est dans les textes littéraires qu'on rencontre plus particulièrement les figures de style employées pour leur fonction esthétique et leur effet sur le « signifié » : chaque genre possède ses figures spécifiques ou favorites. Les romans usent de procédés descriptifs ou allusifs comme l'analepse ou la digression, la poésie privilégie des figures jouant sur les sonorités (allitération, homéotéleute) ou les images (métaphore, personnification) alors que l’art dramatique du théâtre utilise quant à lui des figures mimant les tournures orales ou permettant de moduler l'intensité de l'action. Cependant, beaucoup de figures de style sont transverses à tous les genres et à toutes les périodes.

### Plusieurs fonctions

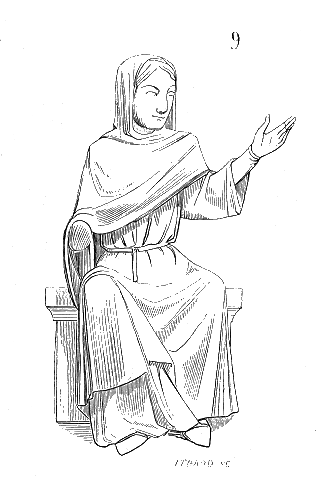
Sculpture de la cathédrale de Laon, représentant la rhétorique (allégorie).

Les figures de style apportent un enrichissement du signifié par l'originalité formelle qu'elles présentent ; c'est « l'effet de sens ». Elles ont par exemple une force suggestive remarquable dans le cas de la métaphore (« Ma femme aux cheveux de savane », André Breton, à comparer avec l'expression informative : « Ma femme a des cheveux châtains ») comme elles peuvent frapper l'esprit par le raccourci que constitue l'association des contraires dans l'oxymore (« Le superflu, chose très nécessaire », Voltaire) ou produire un effet comique avec le zeugme (« On devrait faire l'amour et la poussière », Zazie). Elles représentent un effort de pensée et de formulation comme l'explique Littré ; elles sont :

« Certaines formes de langage qui donnent au discours plus de grâce et de vivacité, d'éclat et d'énergie »

D'autres figures peuvent créer l'émotion du lecteur par l'effet d'insistance produit comme dans l'anaphore (« Paris ! Paris outragée ! Paris brisée ! Paris martyrisée ! mais Paris libérée ! », De Gaulle) ou le jeu sur les sonorités dans l'allitération (« Les crachats rouges de la mitraille », Rimbaud). Dans d'autres cas, l'intérêt sera plus purement esthétique comme dans la reprise juxtaposée de l'anadiplose :
Comme le champ semé en verdure foisonne,

De verdure se hausse en tuyau verdissant,

Du tuyau se hérisse en épi florissant,

D'épi jaunit en grain, que le chaud assaisonne.
— Joachim Du Bellay, Les Antiquités de Rome
Ainsi, les figures de style sont à mettre sur le même plan que d'autres caractéristiques linguistiques comme les procédés de rythme (période poétique, cadence dans la prose), les procédés de la syntaxe (choix du type de coordination ou de subordination), les procédés sémantiques et logiques (syllogisme, tautologie, champs sémantiques etc.) ou les procédés de versification (rime, synérèse/diérèse, etc.).

## Linguistique et stylistique des figures de style

### Pluralisme des acceptions
Le mécanisme de formation des figures de style étant délicat à conceptualiser, il existe de nombreuses définitions de la notion. La linguistique moderne en retient trois :

« Effet de signification produit par une construction particulière de la langue, qui s'écarte de l'usage le plus courant ; les figures de style peuvent modifier le sens des mots, modifier l'ordre des mots de la phrase, etc. »

— définition no 1,,

« Les figures de style sont des procédés d’écriture employés pour frapper l’esprit du lecteur, en créant un effet particulier. »

— définition no 2,.

« La figure est une forme typique de relation non linguistique entre des éléments discursifs. »

— définition no 3.
Ce pluralisme des définitions conduit à des typologies différentes et variées. Néanmoins la plupart s'appuient sur trois aspects : l’effet produit et recherché par l’émetteur sur le récepteur en premier lieu (par exemple : la surprise, le rire ou la peur) ; le procédé mis en œuvre, participant d’un style esthétique (chaque écrivain utilise en effet un « stock figuratif » donné), et enfin la dimension sémantique (l'idée véhiculée). Bacry insiste sur l'importance du contexte, dépendant lui-même du cadre culturel.

### Figures microstructurales et macrostructurales
Les typologies fournies par les travaux classiques se caractérisent par leur grande hétérogénéité. Des auteurs modernes explorent d'autres approches et classent les figures selon le « niveau discursif », où elles évoluent en distinguant entre, d'une part, les figures microstructurales (isolables sur un élément précis du discours, souvent positionnées au niveau de la phrase) et les figures macrostructurales d'autre part (non-isolables sur un élément précis du discours, qui dépassent les limites de la phrase et dont l'interprétation dépend de la prise en compte du contexte,,).
La taille des figures permet en effet de les distinguer : « Dès que les figures se compliquent, elles se dessinent plus nettement, acquièrent des propriétés et deviennent plus rares », d'où leur raffinement singulier.
Certaines figures, dites macrostructurales, sont souvent formées de figures plus mineures : l'ironie, qui est une figure difficile à classer,, par exemple ou encore l'allégorie, l'hypotypose.
Les figures microstructurales réalisent des effets localisés et subtils. La distribution des figures de style au sein du discours peut se présenter sous la forme d'un spectre se complexifiant : au niveau du mot se trouvent les tropes). Puis, certaines figures concernent le syntagme en entier, comme l'oxymore. Elles peuvent aussi concerner une proposition entière (exemple : inversions). Enfin, au niveau du texte on peut trouver des figures complexes comme l'ironie ou hypotypose. Des figures très techniques comme les tropes ou le chiasme par exemple peuvent constituer des figures plus complexes, s'étendant sur des phrases entières, comme l'hypotypose, figure caractéristique qui peut concerner une dizaine de figures « mineures »,.

### Les figures de style opèrent sur deux axes linguistiques

Les axes syntagmatique et paradigmatique de la langue, d'après Roman Jakobson.

On peut se représenter les opérations aboutissant à la formation de figures et d’effets de sens en les positionnant sur un double axe qui est constitutif de la langue (décrit par Ferdinand de Saussure puis par Roman Jakobson,). L'axe syntagmatique d'abord matérialise les figures in praesentia, les éléments discursifs coprésents dans un discours (exemple : un mot est répété, un mot est mis en comparaison, etc.) Ici deux ou plusieurs objets se désignent dans les strictes limites de la syntaxe et selon des règles de morphologie, de phonétique, de lexicologie et de grammaticalité (de sens). Cet axe décrit des figures que l’on donne comme étant in praesentia (présentes linguistiquement). L’appel fait par ces opérations à l’univers symbolique et extra-linguistique est très faible, l’image est contenue dans la phrase. Bacry résume la propriété de cet axe en partant du point de vue du producteur d'énoncé :

« À chaque moment d'une phrase donnée le locuteur (…) opère un choix parmi tous les vocables qui peuvent s'accorder avec la syntaxe de [la] phrase »

— Patrick Bacry
L'axe paradigmatique (figures in absentia) matérialise des éléments ne faisant plus référence au discours mais à tout ce qu’il y a autour : univers énonciatif, contexte, sentiments partagés, symboles. Ici la figure établit des relations fortes entre des éléments présents dans le discours (mot, groupe de mots, phonèmes, morphèmes) et des éléments absents de celui-ci. Le récepteur doit donc se représenter cette référence manquante, qui lui demande de mettre en œuvre son univers mental et des connaissances partagées. Cet axe décrit des figures dites in abstentia, virtuelles, contextuelles. L’image est ici la plus forte possible alors que la contrainte morpho-syntaxique est relâchée. Les tropes représentent les figures opérant exclusivement sur cet axe.
Il existe des figures mixtes, opérant sur les deux axes, comme la métaphore ou la métonymie, qui ont un statut à part.

### Les figures opèrent sur tous les signes linguistiques

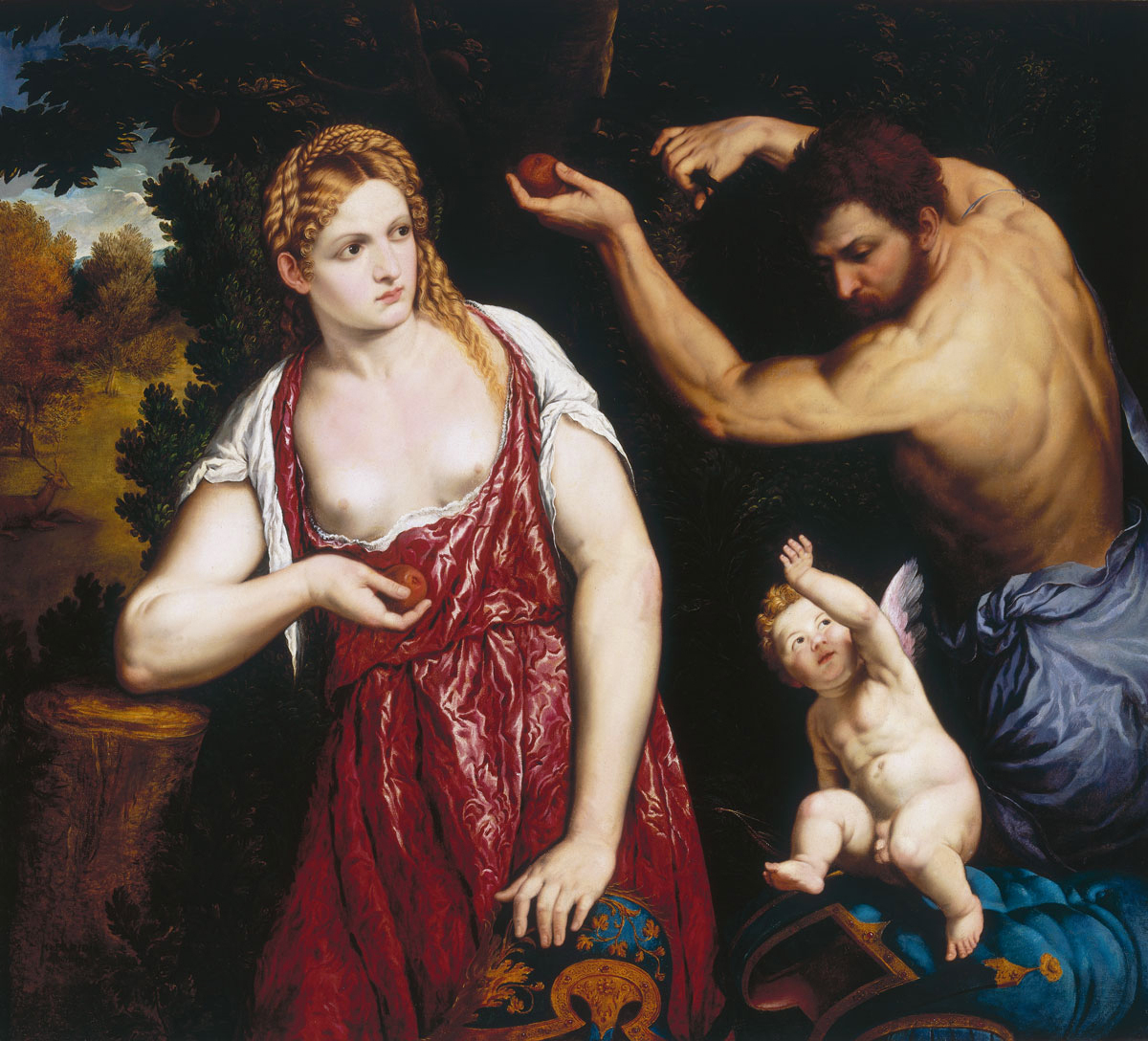
Cupidon est dans ce tableau l’allégorie de la liaison entre Vénus et Mars.

Les transformations des figures de style interviennent enfin sur les quatre signes linguistiques :
Sur le graphème d'abord, en effet plusieurs figures modifient les lettres de l'alphabet, comme les méthodes oulipiennes ou le palindrome,
Sur le phonème ensuite (accents, sons, syllabes, voyelles et consonnes, groupes vocaliques et consonantiques, pieds versifiés). Les principales figures sont ici d'ordres poétique et rythmique comme l'allitération et l'assonance (jeu sur les sons), l'homéotéleute, la gradation également.
Sur le morphème c'est-à-dire sur les mots, groupes de mots, particules et conjonctions, codes typographiques, ponctuation, étymologie, ainsi de l'hypotaxe, l'asyndète ou la figura etymologica.
Enfin, sur le sème soit la connotation, la polysémie, le lexique, le vocable, les antonymie, synonymie, ou paronymie, sur les champs sémantiques aussi. C'est le cas des figures les plus connues : métaphore, comparaison, oxymore.
Néanmoins il s'agit ici moins d'un critère de définition, puisqu'on exclut de fait l'effet et l'intention, que d'une façon de les repérer ou de révéler à quel niveau du discours les figures de style interviennent. Cette classification est surtout employée en pédagogie, pour l'enseignement didactique des figures de style les plus employées, notamment dans l'exercice du commentaire composé,.

### Figures et procédés de style
En dehors des modes de classement traditionnels existent des figures de style aux propriétés et à la nature inclassables. Souvent définies comme des « procédés de style » elles forment un ensemble quasi infini et aux limites ténues, combinant plusieurs aspects,.
Tout d'abord les spécificités d'écriture d'un auteur (son style) peuvent définir des procédés de style considérés souvent comme des figures de style à part entière. Par exemple, le langage imagé et truculent de San Antonio est lui-même l'assemblage de nombreuses figures.
Par ailleurs, les « contraintes » oulipiennes, du nom de l'Ouvroir de Littérature Potentielle, qui sont des figures sans effet et sans but, mais qui entrent dans le manifeste esthétique du mouvement (telles l'anagramme ou le lipogramme, entre autres) sont classés comme des figures de style alors qu'elles opèrent de simples manipulations de langue. En soi elles se suffisent en elles-mêmes, par le fait qu'elles permettent d'éprouver la souplesse du langage.
La cimaise ayant chaponné

Tout l'éternueur,

Se tuba fort dépurative

Quand la bixacée fut verdie :

Pas un sexué pétrographique morio

De mouffette ou de verrat.

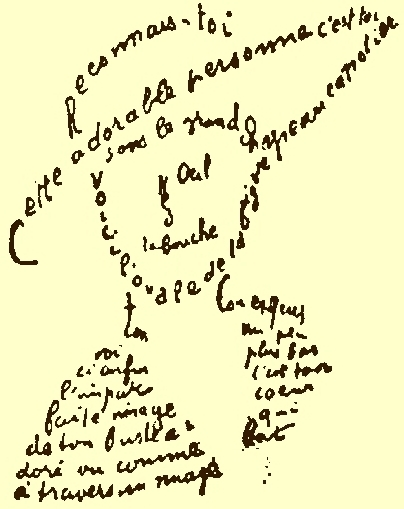
Le calligramme de Guillaume Apollinaire est une figure de style transformant les graphèmes, en les disposant selon un dessin.

Le recours au dessin, comme dans le cas des calligrammes ou des lettres-images notamment est une autre source de création stylistique, de même que la manipulation de la syntaxe : par déconstruction (écriture de Louis Ferdinand Céline par exemple), par écriture automatique (le poème Bouée de Louis Aragon par exemple), ou par hermétisme (comme dans le poème de Stéphane Mallarmé intitulé Hommage), par vers libre ou vers brisés.
L'utilisation des jeux de mots permet également une vaste palette d'effets de style. Enfin, les opérations sur le signe graphique, comme les onomatopées, la modification de la typographie (blanc typographique spécifique au roman poétique), l'usage de la ponctuation non standard ou la suppression de la ponctuation (esthétique de la poésie expérimentale moderne, dite « blanche » notamment ou du Nouveau Roman) constituent des procédés considérés souvent comme des figures de style.

## Typologie et classement
La classification des figures de style est complexe et les diverses approches toujours contestables,. Par exemple pour la rhétorique classique, issue des Grecs et des Latins, les figures relèvent des topoï discursifs alors que pour la stylistique, une figure se fonde sur un usage et sur un mécanisme mais aussi sur l'effet produit. Il existe aussi d'autres classifications, plus originales et émanant d'universitaires. Les typologies fournies par les travaux classiques ou par les manuels se caractérisent par leur grande hétérogénéité en effet. Ils s'accordent cependant le plus souvent sur certains regroupements à partir de procédés linguistiques comme l'analogie, la substitution, la reprise phonique, etc..
Les principales figures de style sont le plus souvent regroupées en fonction de leurs principes de base :

### Figures jouant sur le sens des mots
| Principe de base | Nom                                | Définition | Exemple |
| ---------------- | ---------------------------------- | --- | --- |
| Analogie         | l'image                            | fondée sur l'équivalence, l'image consiste en un rapprochement de deux champs lexicaux qui met en évidence un élément qui leur est commun | « Les souvenirs sont cors de chasse Dont meurt le bruit parmi le vent » — Guillaume Apollinaire, Cors de chasse |
| Analogie         | la comparaison                     | la comparaison comporte trois éléments : le comparé - l'outil de comparaison - le comparant (éventuellement inversés) | « La musique souvent me prend comme une mer » — Charles Baudelaire, Les Fleurs du mal, LXXVI. — La Musique |
| Analogie         | la métaphore                       | image sans outil de comparaison – on distingue la métaphore annoncée (ex.1) où le comparé et le comparant sont présents et la métaphore directe (ex.2) dans laquelle le comparé est sous-entendu, d'où une grande force de suggestion mais aussi un risque d'incompréhension qui rend nécessaire le contexte | - ex.1, métaphores annoncées : - « Son rire de pluie fraîche » (Julien Gracq) - « Vieil Océan, ô grand célibataire » (Comte de Lautréamont, Les Chants de Maldoror, Chant I) - ex.2, métaphore directe : « Ce toit tranquille, où marchent des colombes, Entre les pins palpite, entre les tombes » — Paul Valéry, Charmes, Le Cimetière marin le contexte permet de comprendre que « toit » renvoie à « mer » et « colombes » à « voiles de bateaux ». |
| Substitution     | la personnification ou l'animation | évocation d'une chose ou d'une idée sous les traits d'un être humain, d'un animal ou d'un autre être vivant. | « Je vis les arbres s'éloigner en agitant leurs bras désespérés » — Marcel Proust, À l'ombre des jeunes filles en fleurs, Deuxième partie « […] la grande République Montrant du doigt les cieux ! » — Victor Hugo, Les Châtiments, À l’obéissance passive |
| Substitution     | l'allégorie                        | représentation concrète d'un élément abstrait | « Mon beau navire, ô ma mémoire » — Guillaume Apollinaire, Alcools, La Chanson du mal-aimé |
| Substitution     | le symbole                         | image référence | « Le poète est semblable au prince des nuées Qui hante la tempête et se rit de l'archer » — Baudelaire, Les Fleurs du mal, L’Albatros |
| Substitution     | l'image filée (ou métaphore filée) | s'étend sur plusieurs éléments | « […] et Ruth se demandait, […] Quel Dieu, quel moissonneur de l’éternel été Avait, en s’en allant, négligemment jeté Cette faucille d’or dans le champ des étoiles » — Victor Hugo, La Légende des siècles, Booz endormi |
| Substitution     | l’hypallage                        | épithète impertinente constituant une métaphore par le décalage de la relation logique entre les éléments d'une phrase | « le mélancolique animal » — Jean de La Fontaine, Le Lièvre et les Grenouilles « Automne malade » — Guillaume Apollinaire, Alcools, Automne malade « Qu'au son des guitares nomades La gitane mime l'amour » — Louis Aragon, Le Roman inachevé, À chaque gare de poussière… |
| Substitution     | le cliché                          | image considérée comme usée | - « La neige étend son blanc manteau » - la formule célèbre de Gérard de Nerval : « Le premier homme qui a comparé une femme à une fleur était un poète, le deuxième un imbécile ». |
| Substitution     | la métonymie                       | elle remplace un terme par un autre qui a un rapport logique. Elle peut substituer le contenant au contenu (ex), le symbole à la chose (les lauriers = la gloire), l'objet à l'utilisateur (le premier violon), l'auteur à son œuvre (un Zola), l'effet à la cause (Socrate a bu la mort = la ciguë)…        | « C'était au temps où Bruxelles chantait » — Jacques Brel, Bruxelles |
| Substitution     | la synecdoque                      | c'est une variété de métonymie, parfois confondue avec elle ; elle est fondée sur le principe de l'inclusion. Elle permet d'exprimer la partie pour le tout (ex.1) ou la matière pour l'objet (ex.2) | - ex.1 : « Mon bras qu’avec respect toute l’Espagne admire, Mon bras, qui tant de fois a sauvé cet empire, » — Corneille, Le Cid, acte I, scène 4 - ex.2 : « Ah ! quelle cruauté, qui tout en un jour tue Le père par le fer, la fille par la vue ! » — Corneille, Le Cid, acte III, scène 4 |
| Substitution     | l'antonomase                       | nom propre employé comme nom commun. | « C'est l'ennui de me voir trois ans et davantage, Ainsi qu'un Prométhée, cloué sur l'Aventin » — Du Bellay, Les Regrets, Ce n'est que le fleuve…" Il y avait de l'Antée dans ce pygmée " (Victor Hugo, les Misérables) |
| Substitution     | l'euphémisme                       | atténuation pour éviter de heurter ; procédé utilisé par exemple comme marque poétique et qui passe souvent par une périphrase avec également une fonction métaphorique | « La Parque t'a tuée, et cendres tu reposes » — Ronsard, Sur la mort de Marie, III - Comme on voit sur la branche au mois de May la rose |
| Substitution     | la litote                          | atténuation qui suggère le plus en disant le moins, souvent à l'aide d'une tournure négative (ex.1). Également procédé d'ironie (ex.2) | - ex.1 : « Va, je ne te hais point » (= je t'aime) (Corneille) - « Ce n'est pas drôle » (= c'est dramatique) - ex.2 : « Ensuite la mousquèterie ôta du meilleur des mondes neuf à dix mille coquins… » (= extermina) - (Voltaire, Candide, Chapitre 3) |
| Substitution     | la périphrase                      | remplacement du mot par une expression explicative, fonction poétique et métaphorique ou atténuation | « Les Filles du limon tiraient du Roi des Astres Assistance et protection » — La Fontaine, Le soleil et les grenouilles |
| Substitution     | l'antiphrase                       | expression d'une idée par son contraire avec une ironie clairement perceptible d'où nécessité du contexte ou de l'intonation | « Tout ce joli monde se retrouvera là-haut Près du bon dieu des flics » — Jacques Prévert, Paroles, Le Temps des noyaux |

### Figures jouant sur la place des mots
| Principe de base | Nom                   | Définition | Exemple |
| ---------------- | --------------------- | --- | --- |
| Insistance       | l'épanadiplose        | reprise à la fin d'une proposition du même mot que celui situé en début (ex. 1), par opposition à l'anadiplose qui est une reprise juxtaposée (ex. 2)                                                            | - ex. 1 (épanadiplose) : « L'homme peut guérir de tout, non de l'homme » (Georges Bernanos) - ex. 2 (anadiplose) : « Comme le champ semé en verdure foisonne, De verdure se hausse en tuyau verdissant, Du tuyau se hérisse en épi florissant » — Du Bellay, Les Antiquités de Rome, 30 - Toute la première moitié de la chanson "Demain c'est loin" d'IAM est construite en anadiplose. |
| Insistance       | l'épanalepse          | reprise d'un groupe de mots au début d'une proposition (construction emphatique) | « Songe, songe, Céphise, à cette nuit cruelle… » — Jean Racine, Andromaque, acte III, scène 8 |
| Insistance       | l'anaphore            | reprise de mots dans des constructions semblables avec un effet de rythme sensible | « Puisque le juste est dans l'abîme, Puisqu'on donne le sceptre au crime, Puisque tous les droits sont trahis, Puisque les plus fiers restent mornes, Puisqu'on affiche au coin des bornes Le déshonneur de mon pays… » — Victor Hugo, Les Châtiments, Livre deuxième, V : Puisque le juste est dans l'abîme                                                                             |
| Insistance       | l'épiphore            | reprise d'un mot ou de plusieurs mots dans deux ou plusieurs phrases ou vers qui se succèdent | « Longue comme des fils sans fin, la longue pluie Interminablement, à travers le jour gris, Ligne les carreaux verts avec ses longs fils gris, Infiniment, la pluie, La longue pluie, La pluie. » — Émile Verhaeren, Les Villages illusoires, La pluie |
| Insistance       | l'accumulation        | juxtaposition (ex. 1), avec éventuellement un effet de gradation croissante ou décroissante, et d'acmé (point culminant, ex. 2) ou climax                                                                        | - ex. 1 : « adieu veau, vache, cochon… » — La Fontaine, La Laitière et le Pot au lait - ex. 2 : « Va, cours, vole, et nous venge. » — Corneille, Le Cid, acte I, scène V |
| Insistance       | le parallélisme       | structure en miroir montrant l'identité ou l'opposition (proche de l'antithèse) | « Mon cheval sera la joie Ton cheval sera l'amour » — Victor Hugo, La Légende des siècles, Les Chevaliers errants, Éviradnus, XI : Un peu de musique |
| Insistance       | l'hyperbole           | amplification traduisant l'émotion ou apportant un souffle épique (ex. 1), éventuellement avec un effet ironique ou plaisant (ex. 2)                                                                             | - ex. 1 : « Semble élargir jusqu'aux étoiles Le geste auguste du semeur » — Victor Hugo, Les Chansons des rues et des bois, Saison des semailles. Le soir « Ô République universelle, Tu n'es encor que l'étincelle, Demain tu seras le soleil ! » — Victor Hugo, Les Châtiments, Lux - ex. 2 : « Vous êtes le Phénix des hôtes de ces bois » — La Fontaine, Le Corbeau et le renard     |
| Insistance       | la dislocation        | reprise d'un nom ou d'un pronom, appelé « antécédent », sous la forme d'un pronom, placé après (anaphore, dans le sens grammatical) ou bien avant (cataphore) l'antécédent                                       | « Moi, je ne pense pas » ; « Pierre, il fait n'importe quoi » |
| Opposition       | le chiasme            | parallélisme et inversion (construction de la forme: A B B A), souligne l'union ou l'opposition | « Parler en mangeant, manger en parlant » — Balzac « Tu m'emmènes, je t'enlève… » — Victor Hugo, La Légende des siècles, Les Chevaliers errants, Éviradnus, XI : Un peu de musique |
| Opposition       | l'antithèse           | parallélisme et opposition | « Je vis, je meurs ; je me brûle et me noie ; » — Louise Labé, Anciens poètes de France |
| Opposition       | l'oxymore             | variété d'antithèse à l'intérieur d'un groupe nominal, d'une expression | « Éphémère immortel » — Paul Valéry, Charmes - Fragments du Narcisse vers 123 « Le superflu, chose très nécessaire » — Voltaire, Le Mondain |
| Opposition       | le zeugme (ou zeugma) | Ellipse d'un mot ou d'un groupe de mots qui devraient être normalement répétés, ce qui a pour conséquence de mettre sur le même plan syntaxique deux éléments appartenant à des registres sémantiques différents | « Un pauvre bûcheron, tout couvert de ramée, Sous le faix du fagot aussi bien que des ans Gémissant […] » — La Fontaine, La Mort et le bûcheron |

### Figures jouant sur les sonorités et qui relèvent plus proprement de l'art poétique
| Principe de base   | Nom            | Définition | Exemple |
| ------------------ | -------------- | --- | --- |
| Reprise de sons    | l’allitération | répétition dans plusieurs mots d'une sonorité consonantique avec un effet de rythme marqué, pouvant créer une harmonie imitative | répétition expressive des /r/ : « Tandis que les crachats rouges de la mitraille Sifflent tout le jour par l'infini du ciel bleu ; Qu'écarlates ou verts, près du Roi qui les raille, Croulent les bataillons en masse dans le feu ; » — Arthur Rimbaud, Poésies, Le Mal répétition expressive des /v/ : « Voilà ! Vois en moi l'image d'un humble vétéran de vaudeville, distribué vicieusement dans les rôles de victime et de vilain par les vicissitudes de la vie. Ce visage, plus qu'un vil vernis de vanité, est un vestige de la vox populi aujourd'hui vacante, évanouie. Cependant, cette vaillante visite d'une vexation passée se retrouve vivifiée et a fait vœu de vaincre cette vénale et virulente vermine vantant le vice et versant dans la vicieusement violente et vorace violation de la volition. Un seul verdict : la vengeance. Une vendetta telle une offrande votive mais pas en vain car sa valeur et sa véracité viendront un jour faire valoir le vigilant et le vertueux. [Il rit] En vérité, ce velouté de verbiage vire vraiment au verbeux alors laisse-moi simplement ajouter que c'est un véritable honneur que de te rencontrer. Appelle-moi V. » — Lana et Lilly Wachowski, V pour Vendetta |
| Reprise de sons    | l’assonance    | [stylistique] répétition d'une voyelle dans plusieurs mots d'une même phrase (ex. 1) ; [poétique] rimes qui s’accouplent sur un groupe vocalique formé d’une voyelle tonique identique et d'un phonème consonantique variable (opposé : contre-assonance) | reprise du son /an/ : « Je fais souvent ce rêve étrange et pénétrant » — Paul Verlaine, Poèmes saturniens, Melancholia — VI : Mon rêve familier reprise du son /i/ : « Il s’imobilise au songe froid de mépris Que vêt parmi l’exil inutile le Cygne » — Stéphane Mallarmé, Poésies, Le vierge, le vivace et le bel aujourd'hui |
| Reprise de sons    | l'homéotéleute | répétition d'un son ou d'un groupe de sons à la finale de plusieurs mots successifs | « cette tour était la flèche la plus hardie, la plus ouvrée, la plus menuisée, la plus déchiquetée, qui ait jamais laissé voir le ciel à travers son cône dentelle » — Victor Hugo, Notre-Dame de Paris |
| Proximité des sons | la paronomase  | jeu sur la proximité des sons (paronymie) | « Et l’on peut me réduire à vivre sans bonheur, Mais non pas me résoudre à vivre sans honneur. » — Corneille, Le Cid, acte II scène 2 « Comme la vie est lente Et comme l'Espérance est violente » — Guillaume Apollinaire, Alcools, Le Pont Mirabeau |

### Figures jouant sur la syntaxe
| Principe de base        | Nom                     | Définition | Exemple |
| ----------------------- | ----------------------- | --- | --- |
| Rupture de construction | l'ellipse et l’asyndète | juxtaposition sans lien grammatical (parataxe) qui marque de l'émotion ou la spontanéité (ex.1), ou constitue un raccourci frappant (ex.2)                                               | - ex.1 Ellipse : « Ça a débuté comme ça. Moi, j'avais jamais rien dit. Rien. C'est Arthur Ganate qui m'a fait parler. Arthur, un étudiant, un carabin lui aussi, un camarade. » — Louis-Ferdinand Céline, Voyage au bout de la nuit, incipit - ex.2 Asyndète : « Métro, boulot, dodo » |
| Rupture de construction | l'anacoluthe            | non-respect de la syntaxe courante, par exemple non rattachement de l'adjectif au nom | « Exilé sur le sol au milieu des huées Ses ailes de géant l'empêchent de marcher » — Charles Baudelaire, Les Fleurs du mal, L’Albatros |
| Rupture de construction | l'aposiopèse            | fait de suspendre la fin d'une phrase (essentiellement par des points de suspension); cela produit une rupture du discours qui, la plupart du temps, révèle une émotion ou une allusion. | « Tu vas ouïr le comble des horreurs. J'aime… À ce nom fatal, je tremble, je frissonne. J'aime… » — Racine, Phèdre |

### Figures jouant sur le discours
| Principe de base      | Nom                    | Définition                                                                      | Exemple |
| --------------------- | ---------------------- | ------------------------------------------------------------------------------- | --- |
| Discours recréé       | la prosopopée          | donner la parole à un absent                                                    | « Écoutez. Je suis Jean. J'ai vu des choses sombres » — Victor Hugo, Les Contemplations, Livre VI, IV : « Écoutez. Je suis Jean. J’ai vu des choses sombres » Hugo fait parler saint Jean, bouche d'ombre de l'Apocalypse |
| Silence non tenu      | la prétérition         | parler de quelque chose après avoir annoncé que l'on ne va pas en parler        | « Je n'essaierai donc pas de vous décrire quel sombre enthousiasme se manifesta dans l'armée insurgée après l'allocution de Biassou. Ce fut un concert distordant de cris, de plaintes, de hurlements. Les uns se frappaient la poitrine, les autres heurtaient leurs massues et leurs sabres… » — Victor Hugo, Bug-Jargal, ch. XXIX |
| Interpellation feinte | la question rhétorique | fausse question destinée à garder ou à susciter l'intérêt du lecteur interpellé | « Fit-il pas mieux que de se plaindre ? » — La Fontaine, Le Renard et les Raisins |

### Tropes et non-tropes
Historiquement, les figures de style sont des tropes, idée que L'Encyclopédie de Diderot évoque. Les tropes, rassemblent cependant un échantillon assez restreint de figures, telles la métaphore et la métonymie. Il s'agit surtout de figures reposant sur l'analogie et constitutives du langage imagé.
La distinction entre les tropes et les non-tropes (figures où aucun « changement de sens » ne semble apparaître) persiste dans la didactique française jusqu'à Pierre Fontanier. Il distingue en effet les tropes des non-tropes qui sont définis de manière négative et les nomme les « autres que tropes » et introduit par-là un déclin de la rhétorique. La classe de ces non-tropes regroupe la majeure partie des figures existantes et connues habituellement.
Fontanier les classe selon la transformation qu'ils mettent en œuvre. Patrick Bacry reprend cette distinction qui sous-divise les figures de style en : figures de construction, figures de la ressemblance, figures du voisinage, figures de l'ordre des mots, figures du lexique, figures du contenu sémantique et figures de l'organisation du discours. Comme Bernard Dupriez ou Michel Pougeoise, il propose de les classer au moyen d'une grille multi-critères combinant : la nature de la figure (ce qui la fait) ; la condition de son apparition (son repérage dans le discours) et l'effet qu'elle produit.

### Autres classements proposés par l'analyse linguistique moderne

#### Selon la grammaire générative
La linguistique moderne utilisant l’analyse combinatoire du langage aboutit ainsi à un système cohérent qui permet une classification plus exhaustive des figures de style. Cette classification comporte deux axes : un axe de transformation lui-même sous-divisé en « identique » et « non-identique », composé des différentes opérations possibles sur la phrase et les mots concernés par la figure ; un axe dit de niveau qui correspond au sujet grammatical (« graphique », « phonique » ou « morpho-syntaxique ») ou sémantique, sur lequel porte l’opération de transformation. Les opérations aboutissant à des figures de style jouant sur les trois premiers niveaux redéfinissent la « forme » des mots et des objets grammaticaux : graphèmes (la graphie des mots, les lettres), phonèmes (les sons) et morpho-syntaxe (constitution des mots et leurs combinaisons) ; les opérations portant sur la sémantique (le sens) jouent elles sur le contenu et regroupent plus largement les tropes qui rassemblent les figures qui transforment le sens propre d’un mot en un sens figuré.
Il existe aussi des classements plus originaux, souvent le fait d'un auteur. Richard Arcand par exemple, dans Les Figures de style. Allégorie, ellipse, hyperbole, métaphore… se distingue par sa prise de position originale dans le milieu littéraire. Il classe en effet les figures selon une double entrée : « des procédés aux figures » (classement qui part du mécanisme linguistique en œuvre et aboutit aux figures correspondantes) et des « effets aux figures ». Il identifie ainsi systématiquement les effets de réception visés par les figures ; sa table d'orientation en guise d'annexe apporte une visibilité pédagogique remarquable à un discours qui devenait trop technique.
Pour Marc Bonhomme, il existe un « degré d'ambiguïté » inhérent à toute figure de style. Auteur des Figures clés du discours, il considère que la portée stylistique de la figure ne peut se comprendre sans référence à l'acte d'énonciation discursif.
Dans son ouvrage La répétition : étude linguistique et rhétorique, M. Frédéric ne recense pas moins de 44 procédés de répétition. Constituant quantitativement le groupe le plus important au sein des figures de style, elles peuvent être regroupées en familles : répétitions phoniques ou phonétiques (allitération, assonance, homéotéleute), répétitions syntaxiques (anaphore, épiphore, anadiplose, antépiphore, chiasme, symploque), répétitions lexicales (antanaclase, polyptote, polysyndète).

#### Par niveaux syntaxiques et par effets illocutoires
De façon générale, le discours est un ensemble de mots qui peut être étudié sous divers points de vue. Il se compose d’un ensemble de niveaux linguistiques décomposables dans l’absolu, entretenant des relations morpho-syntaxiques (les règles de grammaire) et sémantiques (contexte linguistique) : le mot, le groupe de mots (syntagme), la phrase (ou proposition), le texte. Si ce découpage fait débat, il reste le plus admis. Les figures peuvent être définies, dans leurs mécanismes et leurs effets, selon le ou les niveau(x) où elles évoluent. Ainsi, les figures du signifiant opèrent sur le mot, le phonème ou le morphème, au niveau minimal donc, c'est le cas de la paronomase, de l’épenthèse, l’aphérèse, la syncope.
Les figures syntaxiques opèrent sur les groupes de mots et syntagmes, au niveau dit « phrastique » (de la phrase) ; c’est le cas de l’épanorthose, du parallélisme, de l’ellipse. Les figures sémantiques opèrent sur le sens intra-linguistique (présent dans le texte), dans des relations d’images ; c’est le cas de l’oxymore, de l’hypallage et de la métonymie. Les figures référentielles agissent elles sur le contexte extra-linguistique (hors le texte), dans des relations d’images également, souvent par décalage ; cas de l’ironie, de la litote. Ces quatre niveaux permettent, par croisement d’avec les deux axes précédents déterminant la nature des figures (présentes/absentes), d’obtenir un effet particulier, par un mécanisme particulier, signifiant un sens particulier : une figure de style.
La classification des figures de style peut aussi se faire selon le critère des effets qu'elles produisent chez l'interlocuteur. Il existe ainsi quatre classes : l’attention (par un écart à la norme, la figure frappe l'interlocuteur, c'est le cas de l'inversion (linguistique) par exemple), l'imitation (imitation d'un contenu d'un texte par la forme qui lui est donné (c'est la notion d'harmonie imitative), par exemple dans l'allitération), la connotation enrichit le sens par polysémie, comme dans le cas des tropes.
Par ailleurs, la majeure partie des figures existantes induit ce type d'effet et enfin les catachrèses : certaines figures ne recherchent aucun effet, car l'écart à la norme sur lequel elles reposent est tout simplement accepté par l'usage. C'est le cas de certaines métonymies reconnues, et de métaphores devenues clichés comme l'expression devenue incontournable « Les ailes de l'avion » reposant à l'origine sur une métaphore. Les catachrèses enrichissent ainsi la langue, à partir d'un emploi qui était alors figure de style mais devenu normatif,.

## Historique

### Antiquité

#### Rhétorique grecque

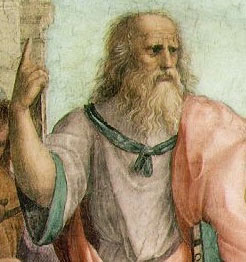
Platon par Raphaël.

Platon est le premier à évoquer les figures de style à travers ses dialogues, notamment le Gorgias et le Phèdre. Il s’intéresse à ce qui permet dans le discours de clarifier sa pensée (le λόγος / lógos) afin d’exprimer au mieux l’idée à communiquer dans une approche herméneutique ou maïeutique.
Platon distingue deux arts rhétoriques, l’un sérieux, l’autre sophistique ; la différence entre les deux réside dans le bon emploi des figures logiques et dans l’effet recherché chez le récepteur (convaincre dans la véritable rhétorique, séduire dans le sophisme). Platon définit par là le cadre des figures de style de construction (celles dites argumentatives) ; de plus son recours constant à des images et analogies comme l’allégorie de la caverne, les exemplifications également, en font esthétiquement parlant un modèle d’utilisation stylistique, au-delà d’un simple recours argumentatif de la rhétorikè teknikè (la technique rhétorique grecque).
C'est Aristophane de Byzance qui établit le premier un répertoire lexicographique contenant de nombreuses figures. Les grands orateurs mirent en œuvre la force suggestive et argumentative des figures, tels Démosthène, Lysias ou Isocrate.

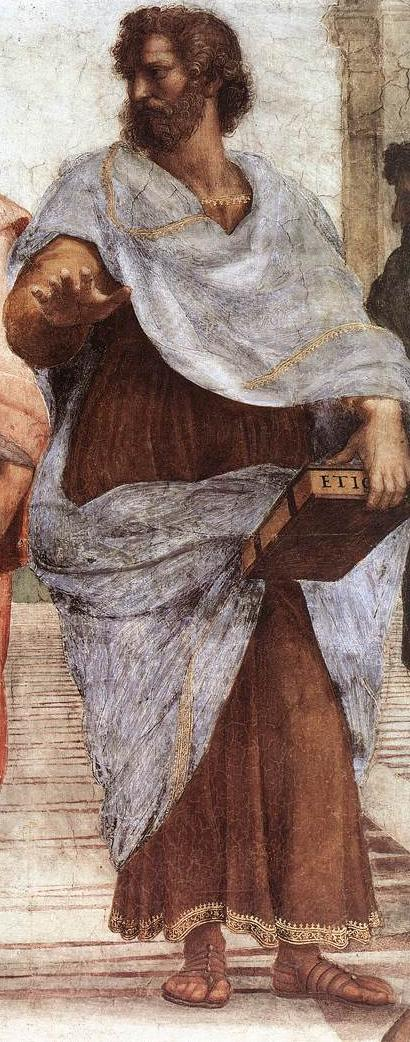
Aristote par Raphaël.

Aristote est quant à lui le premier, dans sa Rhétorique, à étudier l’effet des figures de style sur les récepteurs, à travers les trois genres de persuasion sociale au moyen du langage, construit vers un effet soit logique, soit affectif. Son autre œuvre de renom, la Poétique qui a trait au genre théâtral et à la notion d’imitation (mimèsis en grec) continue la réflexion sur les effets illocutoires. Il définit par-là les conditions d’un « langage relevé d’assaisonnements » agissant soit sur le rythme, soit sur la mélodie ou le chant. Aristote perçoit par-là les figures de style majeures, celles que l’évidence relève car jouant sur la modulation des mots (rythme, mélodie et chant). Aristote va donc permettre à ses épigones — médiévaux notamment — de classer les figures de style au moyen de leurs effets recherchés.

#### Rhétorique latine
Les orateurs romains définissent une nouvelle rhétorique afin de satisfaire aux conditions prescrites lors des prises de paroles publiques par le protocole latin. Reprenant Aristote, les romains vont rendre davantage pratique la rhétorique.

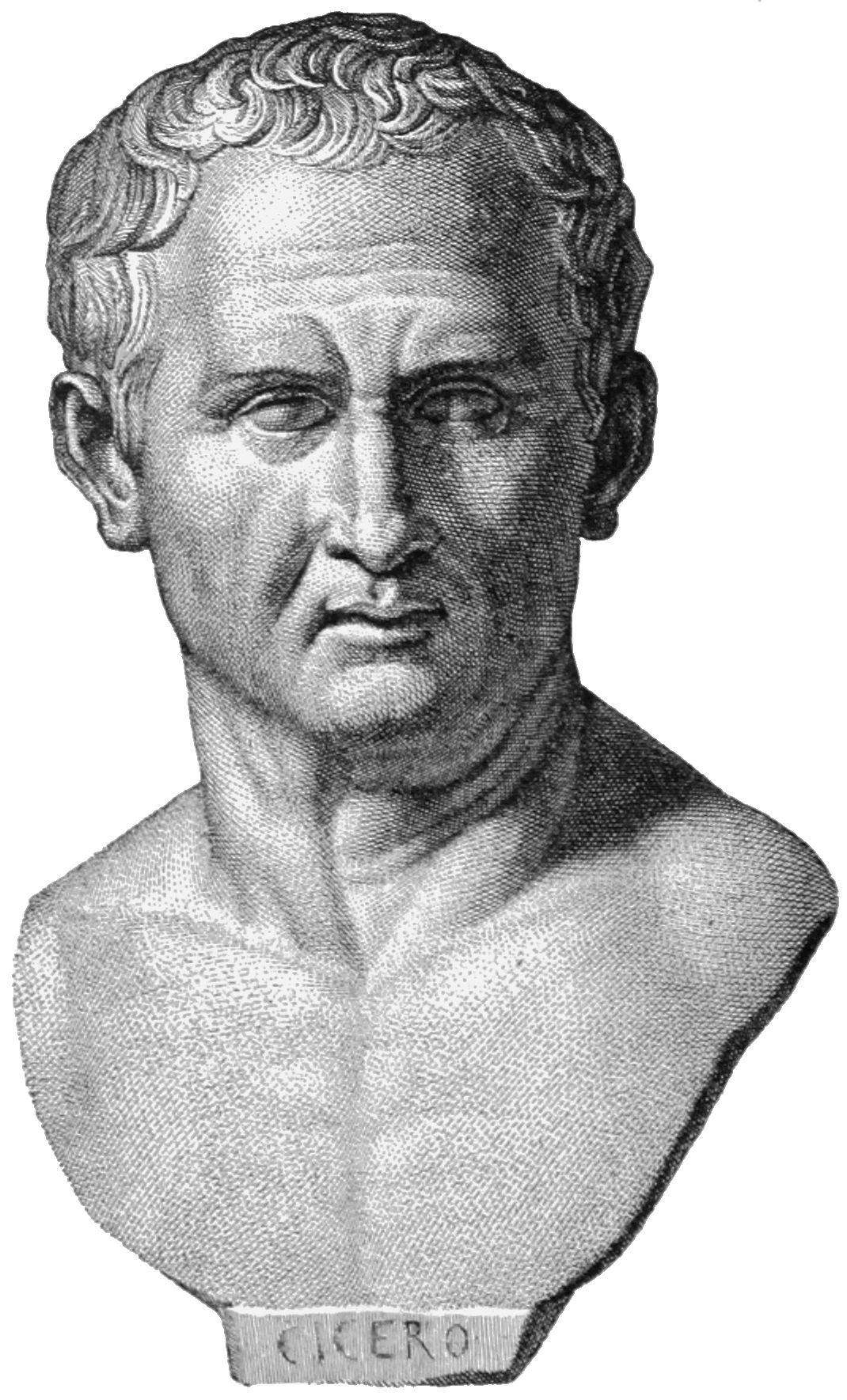
Buste de Cicéron.

Cicéron, notamment dans son ouvrage fondateur De l’invention, divise un discours efficace en trois parties : narratio, confirmatio et peroratio. Chacune s’explique par la mise en œuvre de figures particulières liées à l’utilisation des arguments et des preuves. Deux niveaux d’effets sont envisagés : le pathos, πάθος / páthos en grec ancien, (jouer sur les sentiments de l’auditeur) et l’Ethos ἔθος / éthos (l’orateur se présente sous une certaine apparence). De là découle une gamme de capacités détenues par l’orateur pour animer son discours, parmi lesquelles : l’elocutio qui correspond au choix des mots et à la mobilisation des figures de style. Pour Cicéron, donc, celles-ci deviennent un instrument conscient utilisé par l’émetteur, dans le but de provoquer un effet chez le récepteur. D’autres ouvrages de l’orateur romain poursuivent la réflexion autour des catégories du discours : Brutus ou Dialogue des orateurs illustres, Des Orateurs parfaits et surtout Les Topiques qui s’attachent aux arguments et à leur mise en forme ; de là découleront les figures dites « topiques », proches des images et des « topoi » (clichés, lieux communs…).
Dans la Rhétorique à Herennius, premier manuel de l'art de parler, l'auteur, anonyme, codifie la rhétorique et propose une méthode de constitution du discours, au moyen, notamment, de figures de rhétorique,.

« Tous les styles de discours, le style élevé, le moyen, le simple sont embellis par les figures de rhétorique dont nous parlerons plus loin. Disposées avec parcimonie, elles rehaussent le discours comme le feraient des couleurs. Placées en trop grand nombre, elles le surchargent »

Il définit deux types de figures de style : les figures de mots et les figures de pensées que les romains nomment tropes (définition assez large évoquant le fait de « tourner » le mot d’une certaine façon, d’y imposer une image et une déformation donc). Il distingue une série de figures, qu’il nomme précisément, qui vont du portrait à la litote. Certaines figures acquièrent le nom qu’elles garderont dans nos classifications modernes (hyperbole, personnification, comparaison…).

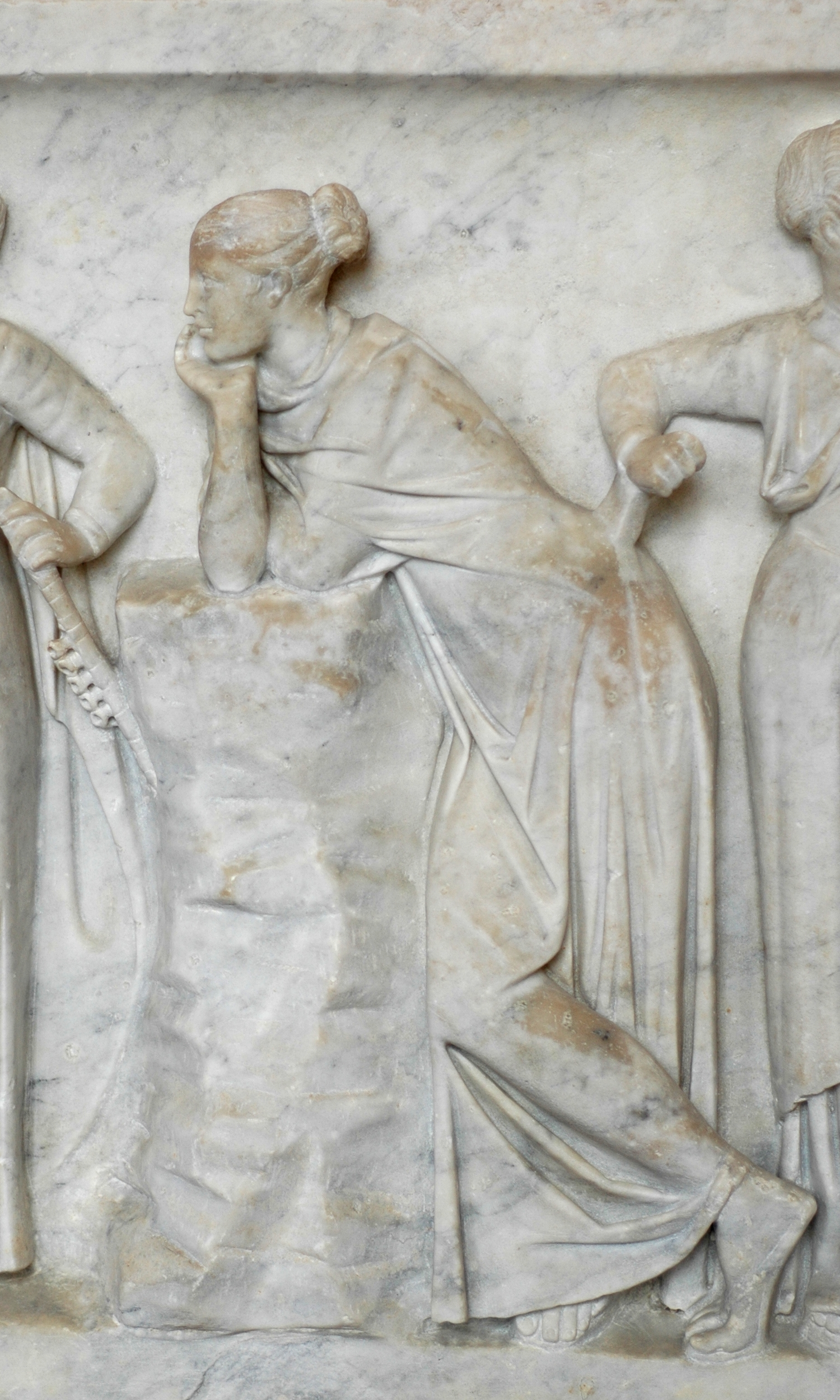
Polymnie, muse de la rhétorique.

Quintilien dans son Institutions oratoires nourrit les réflexions médiévales et de la Renaissance. Il distingue les figurae sententiarum et les figurae verborum, soit : les « figures de pensée » et les « figures de mots », donnant au mot figure une assise rhétorique qui est la sienne aujourd'hui. Sa figure dite de l’« Hexamètre mnémotechnique de Quintilien » permet de cadrer l’utilisation d’effets et la pertinence d’arguments. Il définit deux types de figures : dans une acceptation large d'abord, la figure est une forme particulière du discours, ce qui correspond à l’étymologie même de la figura et du trope. Deuxièmement, dans une acceptation étroite ou stricte elle permet à l’auteur de faire évoluer la poétique des figures de style. En effet pour Quintilien, une figure induit un écart par rapport à une norme du discours, une transformation non conventionnelle. Il jette par-là les bases du style et propose que la figure de style soit un point de vue réfléchi et esthétique adopté par l’émetteur, une valeur ajoutée de sens en d’autres mots. Ces écarts linguistiques qu’il nomme les « barbarismes » sont générateurs d’effets :

« Quelques-uns ne considèrent pas comme solécismes ces trois vices de langage, et ils appellent l'addition, pléonasme ; le retranchement, ellipse ; l'inversion, anastrophe ; prétendant que, si ces figures sont des solécismes, on peut en dire autant de l'hyperbate »

Il définit des niveaux de transformations conduisant à un surcroît de sens. Plus généralement, Quintilien passe en revue l’ensemble des figures connues à l’époque, héritées des grecs,. Quintilien distingue le langage pur — les « mots propres », selon ses termes, — et les « mots métaphoriques », qui en sont une transformation :

« Les mots propres sont ceux qui conservent leur signification primitive ; les métaphoriques sont ceux qui reçoivent du lieu où ils sont placés un sens autre que celui qu'ils ont naturellement. Quant aux mots usités, ce sont ceux dont l'emploi est le plus sûr. Ce n'est pas sans quelque danger qu'on en crée de nouveaux ; car s'ils sont accueillis, ils ajoutent peu de mérite au discours ; et s'ils ne le sont pas, ils nous donnent même du ridicule »

L’historien latin Tacite, dans son Dialogue des orateurs, forme des figures de style liées à la description afin d’animer ses portraits d’empereurs romains (il crée l’hypotypose notamment). Il crée en quelque sorte le genre narratif usant d’images et annonciateur des romans.
Le Traité du Sublime, attribué au Pseudo-Longin est l’acte de naissance de la notion de style littéraire, perçu comme gratuit et esthétique mais nécessaire pour provoquer l’émotion. Longin aura une puissante influence sur le Classicisme, sur Nicolas Boileau notamment, qui le traduit en français et commente son apport dans Réflexions critiques sur Longin (1694-1710). Ce dernier définit le sublime comme l’essence de l’art littéraire et poétique, qui doit être élevé afin de se démarquer du langage oral vulgaire et populaire : « le sublime ravit, transporte, produit une certaine admiration mêlée d'étonnement et de surprise… Quand le sublime vient à éclater, il renverse tout comme la foudre ». Longtemps le style vrai et conventionnel sera assimilé au « sublime » (Racine, Malherbe…) et les images participent de manière importante dans la constitution d’un beau style afin d’évoquer les idées nobles (notamment religieuses).

### Moyen Âge et Renaissance

#### Pléiade
La Renaissance est une période riche en traités rhétoriques. Peu à peu, les tropes et figures vont être l'objet d'une science naissante : la grammaire. Les auteurs de la Pléiade usent de nouvelles figures de style comme la personnification ou l'anaphore comme dans ces strophes du poème tiré des Antiquités de Rome de Joachim Du Bellay :
Rome de Rome est le seul monument,

Et Rome Rome a vaincu seulement.

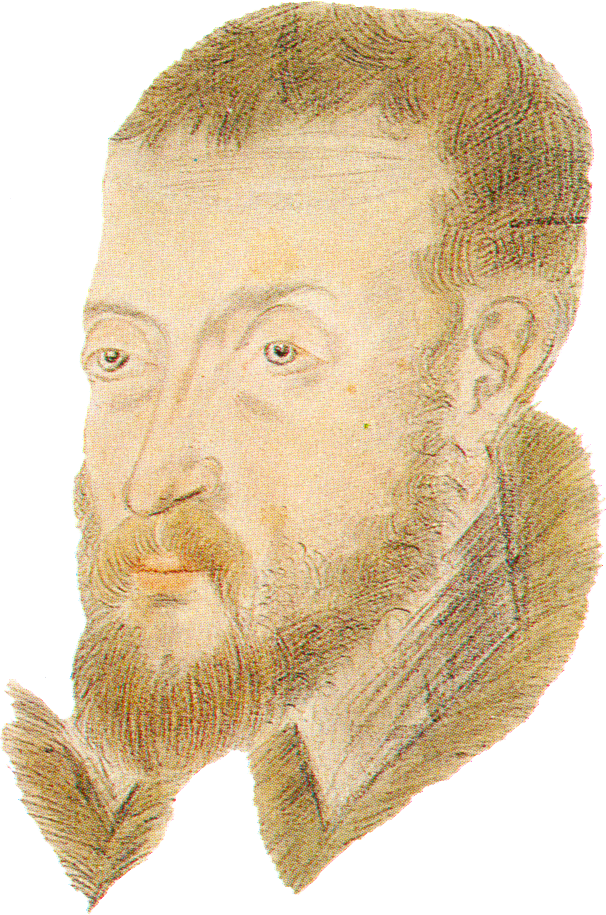
Joachim Du Bellay.

Le Tybre seul, qui vers la mer s’enfuit,

Reste de Rome. O mondaine inconstance !

Ce qui est ferme, est par le temps destruit,

Et ce qui fuit, au temps fait résistance
Les figures de sonorités purement poétiques comme l'assonance ou l'allitération, sont également très employées, suivant le principe d’enrichissement de la langue française, exalté par Joachim Du Bellay dans son traité Défense et illustration de la langue française (1549). À la même époque, en 1539, l’édit de Villers-Cotterêts impose l’utilisation de la langue française, langue nationale, pour tous les actes administratifs.
La Pléiade préconise la formation d'une langue nationale, le français, dotée d'une souplesse et d'une richesse comparables à celles de la langue latine.
Dès lors, les poètes autour de Du Bellay et de Pierre Ronsard ne cesseront d'enrichir la langue, parfois à l'excès, de néologismes et de nouvelles images, en rupture avec les clichés de l'époque. Bien plus, La Pléiade se fonde sur la notion d’inspiration, suivant les mots d'Horace, et prône l'« innutrition », expression de leur invention qui désigne le fait d'assimiler les mots et les images des Anciens et de les adapter à la langue du poète ; une imitation créatrice en définitive. Néanmoins, c'est bien le renouveau que cherchent les poètes, suivant la consigne de l'auteur de la Défense :
Je choisirai cent mille nouveautés

Dont je peindrai vos plus grandes beautés

Sur la plus belle idée.
— Du Bellay, L’Olive (1553)
Par ailleurs Du Bellay, après en avoir fait la défense, veut « illustrer » la langue française. Celle-ci ne peut se produire que par l’ornementation, que Pierre de Ronsard définit ainsi :

« Les ornant et enrichissant de Figures, Schèmes, Tropes, Métaphores, Phrases et périphrases eslongnées presque du tout, ou pour le moins séparées, de la prose triviale et vulgaire (car le style prosaïque est ennemy capital de l’éloquence poëtique), et les illustrant de comparaisons bien adaptées de descriptions florides, c’est-à-dire enrichies de passements, broderies, tapisseries et entrelacements de fleurs poëtiques, tant pour représenter la chose que pour l’ornement et splendeur des vers »

— Pierre de Ronsard, Sonnets pour Hélène, II. 60-64
Il pointe là directement l'importance des figures de style dans le renouvellement de la langue et dans la force de l'expression, dans sa clarté aussi. Elles sont pour les auteurs de la Pléiade une source d'abondance, de copia. Du Bellay et Pierre de Ronsard aiment à les comparer à un fleurissement ou à des « épiceries » : pour eux, les tropes relèvent la langue comme si le texte était un plat à déguster.

#### Ramus et le Collège de Presles

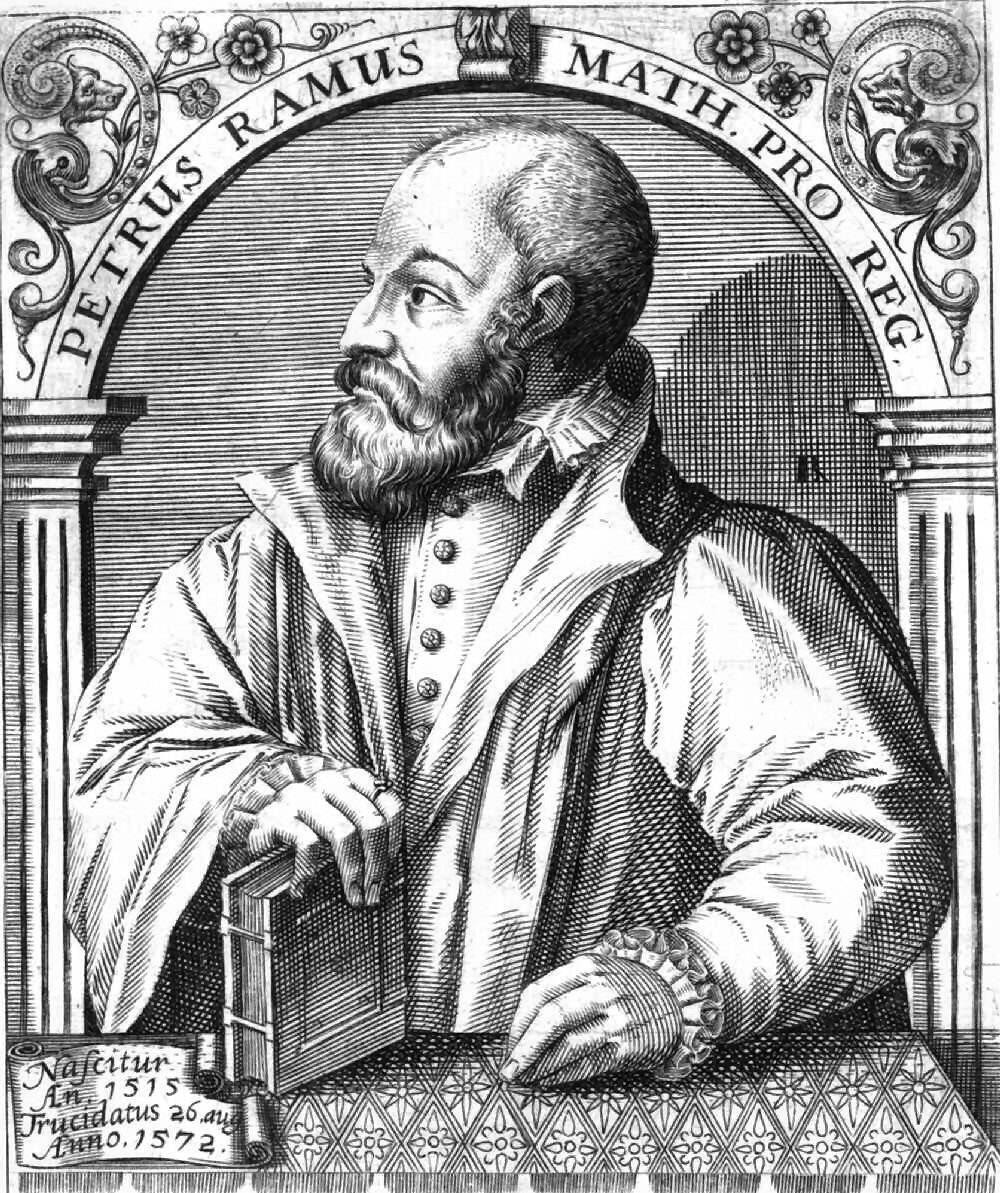
Pierre de La Ramée.

Pierre de La Ramée (dit Ramus) et ses disciples, Omer Talon et Antoine Fouquelin, fondent dès 1545 le groupe des grammairiens du Collège de Presles qui, jusqu'en 1562, publie des ouvrages d'étude rhétorique intitulés les Ciceronianus où ils proposent, entre autres, une typologie des tropes et des procédés d'éloquence.
Antoine Fouquelin, notamment dans sa Rhétorique française (1555) est l'un des premiers en France à se tourner non plus vers la valeur des figures mais vers la nature des mécanismes figuraux ; on peut dire qu'avec Fouquelin, la rhétorique se veut scientifique et classificatrice. Il distingue les « figures de sentence », de la « réticence » et de la « correction ». On a déjà avec Fouquelin, une tentation scientifique de nommer et classer les figures et tropes par leur mécanisme linguistique.
Pour Chaïm Perelman, Ramus « enlève à la rhétorique d'Aristote ses deux parties essentielles, l'invention et la disposition, pour ne lui laisser que l'élocution ». Ramus permet donc « une rhétorique des figures ».

### Période classique

#### Sublime
La stricte codification des règles dramatiques et poétiques surtout, sous l’impulsion de théoriciens tels Nicolas Boileau ou François de Malherbe conduisent à une première classification des figures de style, dont le critère principal est qu’elles ne doivent pas obscurcir les idées de l’auteur mais au contraire exprimer avec davantage de clarté le message. Le registre doit toujours rester du domaine du sublime, fidèle aux prescriptions de Longin.
Le père Bernard Lamy évoque, lui, lors du débat sur l'ordre naturel des mots et son rapport à la logique formelle, dans son ouvrage La Rhétorique ou l'art de parler, que les figures de style sont le langage particulier des passions. Finalement, la force de l'impression qu'elles exercent sur l'auditeur tient à leur capacité de subvertir l'ordre naturel des mots dans la phrase. C'est le cas pour Lamy de l'antithèse, de l'hyperbate, de la suspension, au détriment de l'exposition claire des idées. Plus tard Fénelon, suivant Lamy, annonce que la sécheresse de la prose française est due au fait que l'on respecte par trop l'ordre naturel des idées dans la proposition, et que l'on ostracise la figure de l'inversion, pourtant source de variété et d'éloquence ; le style provenant donc pour lui du non-respect de la linéarité du discours.

#### Figures de style et genres littéraires
Parallèlement se développent les figures de style de pensée, avec Molière notamment, et plus largement celle de l’ironie. Le courant marginal de la Préciosité inonde la littérature de nouvelles figures tendant au jeu de mots gratuit et inutile, dont quelques-unes cependant demeureront dans la culture (hyperbole, euphémisme etc.). L'Astrée d'Honoré d'Urfé et Clélie, histoire romaine de Madeleine de Scudéry en sont les expressions du genre.
L’antonomase est couramment employée par les moralistes comme Jean de La Bruyère, de même que les figures de l’animation et du portrait (ethopée, prosopopée principalement).
Jean de La Fontaine excelle quant à lui à employer les figures de construction qui apportent de la souplesse à ses Fables (accumulation, gradation) et celles de pensée apportant de l’analogie et de l’image (apologue, gnomisme).
Le développement du genre argumentatif, avec les genres du sermon et du pamphlet, conduit les auteurs à mettre au jour une gamme variée de figures opérant sur le niveau syntaxique (hypallage, prétérition). Le développement social du roman apporte finalement nombre de figures de contraste (oxymore, antithèse) et d’analogie, avec notamment Marguerite de Navarre et son Heptaméron, Charles Sorel et son Francion, Madame de La Fayette, enfin, avec La Princesse de Clèves, premier roman du genre.

### XVIIIeetXIXesiècles

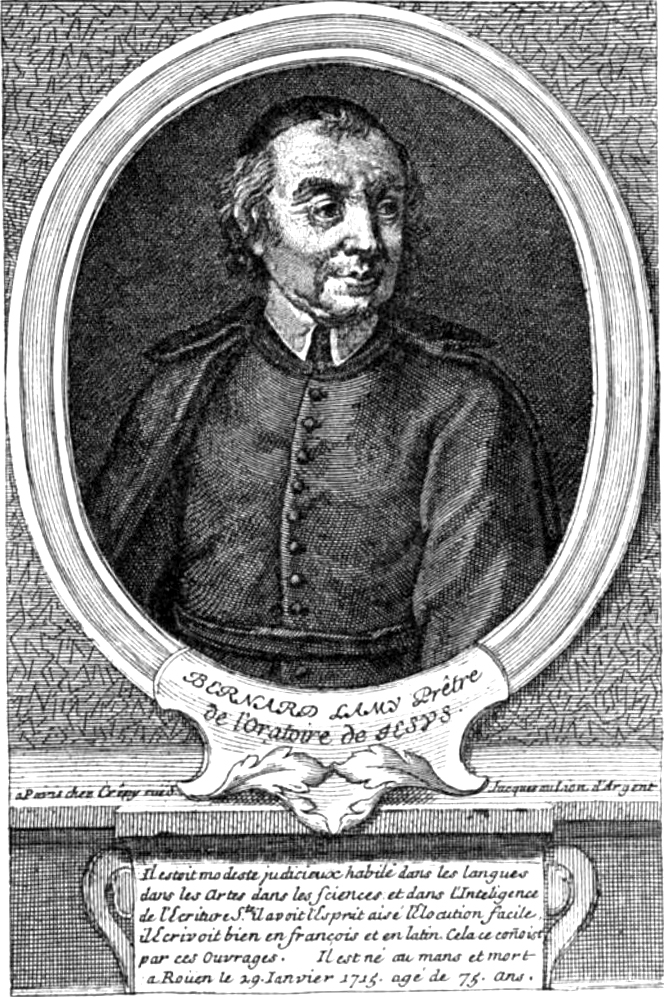
Bernard Lamy.

À la période médiévale, succèdent de nombreux traités et manuels de rhétorique qui tentent de proposer une classification des ornements du discours. Bernard Lamy le premier dans La Rhétorique ou l’Art de parler (1675) expose que la force de l'impression que les figures exercent sur l'auditeur tient à leur capacité de subvertir l'ordre naturel des mots dans la phrase.
César Chesneau Dumarsais (Traité des Tropes, 1730) détaille l’usage des tropes dans le discours, en appuyant des exemples. L'Écossais Hugh Blair (Rhétorique, 1783), Gabriel-Henri Gaillard (La Rhétorique des Demoiselles, 1807), Pierre Fontanier avec son Manuel classique pour l’étude des Tropes (1827), François De Caussade (Rhétorique et Genres littéraires, 1881) et Paul Prat (Éléments de Rhétorique et de Littérature, 1889) enfin publient des traités de rhétorique qui préparent les analyses modernes. Deux auteurs en France sont particulièrement significatifs : Dumarsais et Fontanier.

#### César Chesneau Dumarsais

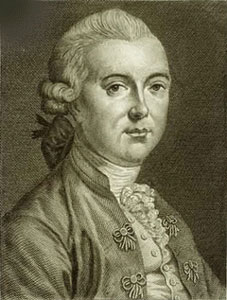
César Chesneau Dumarsais.

César Chesneau Dumarsais dans son Traité des tropes (1730), son œuvre principale, expose d’abord ce qui constitue le style figuré, et montre combien ce style est ordinaire, et dans les écrits et dans la conversation ; il détaille l’usage des tropes dans le discours, en appuyant ses observations d’exemples. Il appelle trope une espèce particulière de figure qui modifie la signification. La figure est ainsi, au sens propre et conformément à son étymologie, la forme extérieure d'un corps. Il définit le « trope » (notion non encore différenciée de celle de figure de style) comme :

« des figures par lesquelles on fait prendre à un mot une signification qui n'est pas précisément la signification propre de ce mot. »

Néanmoins, Dumarsais demeure sur l’aspect sémantique et n’entrevoit jamais, ou rarement, le mécanisme linguistique à l’œuvre dans la figure de style, et de ce fait il omet nombre de celles-ci. Son apport réside dans le fait qu'il ait montré l'universalité des figures ; n'importe quel type de production, écrite ou orale, a en effet recours à des figures de langage« Il n'y a rien de si naturel, de si ordinaire et de si commun que les figures dans le langage des hommes ». Il popularise également l'idée que les pensées sont produites et façonnées par le langage.

#### Pierre Fontanier
Pierre Fontanier, éditeur du célèbre Commentaire des tropes de Du Marsais, est le premier théoricien des figures de style, au travers de deux ouvrages de référence. En 1821, il publie le Manuel classique pour l’étude des tropes, qui est adopté comme manuel dans l’enseignement public (pour la classe de rhétorique). Puis en 1827, dans Les Figures du discours, il s’attache le premier à en proposer une classification scientifique et y distingue sept classes.
Il réduit les tropes à trois figures exemplaires : la métonymie, la synecdoque et la métaphore ; mais son intérêt réside surtout dans le fait qu’il a su proposer des définitions précises pour les figures recensées (il regroupe ainsi 82 figures). Son système de classification est le premier à être systématique et fondé sur des opérations logiques comme la cause, la conséquence, le contenant, la possession mais aussi sur le sentiment, sur l'effet que la figure fait naître chez le récepteur. Fontanier a ainsi pu décrire une véritable théorie des tropes — sans être pour autant exhaustif dans leur énumération — qui a beaucoup contribué aux classifications modernes, notamment des structuralistes comme Gérard Genette,.

### AuXXesiècle

#### Expérimentation: surréalisme et Oulipo
À côté des auteurs et poètes qui se saisissent naturellement de la potentialité du langage à découvrir de nouvelles tournures de pensée ou de transformation linguistique, le XXe siècle voit apparaître différents courants spécialisés qui, à la confluence des nouvelles théories sociologiques, psychanalytiques et linguistiques vont réinterpréter le mécanisme de formation des figures, hors vision esthétique. De manière générale, tout au long du XXe siècle, « la rhétorique a été réduite à ce qu'elle a de plus linguistique, c'est-à-dire la théorie des figures », au mépris du discours en lui-même et de sa dimension relationnelle et sociale.
Le surréalisme est le mouvement poétique moderne fondateur d’une réinterprétation des figures de style. Basé sur l’axiome selon lequel la langue est à réinventer, les surréalistes vont employer systématiquement les analogies et tropes, coupés de toute référence sémantique conventionnelle. Les jeux sur les sonorités ou les graphies vont leur permettre de constituer de nouveaux genres de textes qui seront repris par le second mouvement novateur en la matière : l’Oulipo.
Laboratoire d’expérimentation linguistique, les auteurs de l’Oulipo vont créer de toutes pièces une nouvelle gamme de figures sur la base du concept de la contrainte comme la méthode S plus n (à partir de la « méthode S + 7 » mise au point par Jean Lescure dès 1961), la littérature combinatoire — qui permit à Raymond Queneau d’écrire Cent Mille Milliards de Poèmes, — mais aussi des poèmes booléens basés sur la théorie des ensembles. Les auteurs oulipiens forment ainsi une classe nouvelle de figures graphiques (lipogramme, anagramme) ou morpho-syntaxique (palindrome), revisitant des techniques anciennes souvent ignorées par la littérature conventionnelle, aboutissant à générer de nouveaux types de textes voire de nouveaux genres.
Georges Perec a écrit Quel petit vélo à guidon chromé au fond de la cour ? qui propose de multiples usages de figures de style. L'ouvrage collectif La Littérature potentielle propose également une liste de nouvelles figures et de contraintes oulipiennes qui dévoilent la plasticité des figures de style.

#### Redécouverte: Gérald Antoine et Henri Morier
Le XXe siècle consacre la redécouverte des figures de style, ainsi que de la rhétorique. Pour Bernard Dupriez, cette redécouverte se fait en deux étapes. « En France, le premier pas vers un renouveau dans l'étude des figures de style remonte à 1959. M. Gérald Antoine, qui était alors professeur à la Sorbonne, proposa d'étudier les grands écrivains au point de vue de leurs procédés ».
Le second pas est la publication du Dictionnaire de poétique et de rhétorique d'Henri Morier, proposition de classement parmi les plus complètes. Henri Morier, professeur d’histoire de la langue française à l'université de Genève, fondateur du Centre de Poétique, réalise en effet avec son dictionnaire un ouvrage majeur depuis Pierre Fontanier. Son ambition est de réinventer la rhétorique, dans une dimension davantage technique, éclairée par les découvertes et les avancées linguistiques modernes. Il exhume notamment des figures disparues et tente de définir chaque procédé.

#### Figures de style et linguistique
Le linguiste Roman Jakobson, créateur des fonctions du langage et du schéma communicationnel, considère que les figures de style usent de la fonction poétique et référentielle de la langue. Il distingue également deux pôles : le « pôle métaphorique » et le « pôle métonymique », dominant toute la structure du langage et permettant respectivement d’opérer des sélections et des combinaisons. Cette double notion lui a permis d’aboutir aux axes du syntagme et du paradigme.
De la même manière, le philosophe Paul Ricœur dans La Métaphore vive (1975) analyse le processus de création cognitive aboutissant à la métaphore, qui représente le prototype de toutes les autres figures, la transformation originelle en somme. Ricœur est à l’origine d’une nouvelle conception, plus universelle, de la métaphore, davantage transdisciplinaire. Selon lui la métaphore témoigne d'un processus cognitif n’aboutissant pas qu’à un simple phénomène linguistique de transport de sens, mais lié notamment à l’imagination ou à la mémoire.

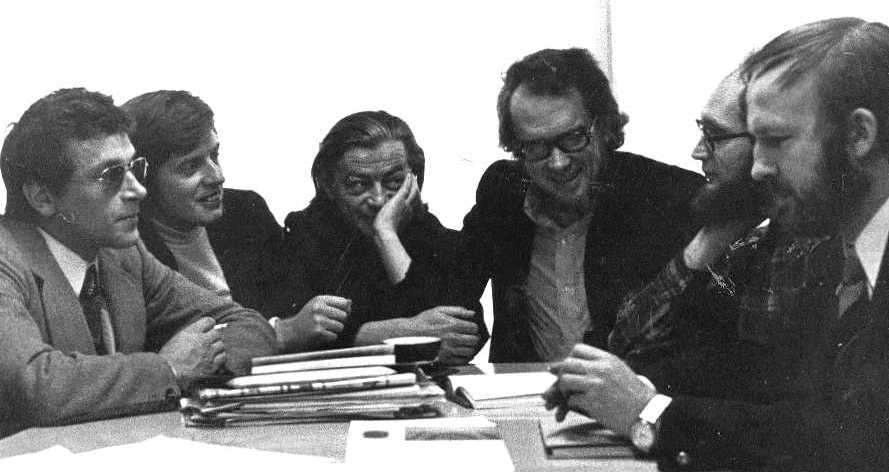
Le Groupe Mu en 1970.

Le Groupe µ a fourni, dans les années 1970, une typologie raisonnée de toutes les figures rhétoriques, rassemblée dans l’ouvrage Rhétorique générale. Le groupe de « l’école de Liège » est en effet composé des linguistes Jacques Dubois, Francis Édeline, Jean-Marie Klinkenberg, Philippe Minguet, F. Pire, Hadelin Trinon et vise une approche transdisciplinaire ; ils sont ainsi les premiers à théoriser les figures de style comme des procédés traduisibles dans tous les Arts, avec la notion de « sémiotique visuelle ».
Pour ces auteurs, les figures de style sont des « métaboles », notions génériques permettant de regrouper sous une même nature toutes les figures existantes ; le terme désignant « toute espèce de changement soit dans les mots, soit dans les phrases ». Leur typologie est fondée sur la base de quatre opérations fondamentales : suppression, adjonction, suppression-adjonction, permutation. Ils ont forgé de nouveaux concepts pour regrouper les figures, déterminant les quatre types d’opérations linguistiques possibles : le métaplasme (modification phonétique ou morphologique d’un mot qui altère son intégrité par addition, suppression, substitution ou permutation), le métataxe (modification syntaxique d’un énoncé qui altère son intégrité par addition, suppression, substitution ou permutation) et le métalogisme (modification sémantique d’un énoncé qui altère sa cohérence interne ou sa valeur référentielle par addition, suppression, ou substitution).

#### Structuralisme
Le structuralisme, avec Roland Barthes, conduit à formaliser une poétique (réflexion construite sur la création littéraire) centrée sur le contexte. Des figures de style créées par néologisme apparaissent, perçues comme des articulations du discours mettant en œuvre, dans un cadre énonciatif, la subjectivité de l’auteur. Gérard Genette travaille dans ses Figures (3 volumes) à étudier l’assemblage de procédés stylistiques en grands ensembles textuels aboutissant à isoler des grandes tendances de genres.
L’apport de Barthes réside principalement dans une classification retenant comme critère unique une double transformation. Il distingue deux grandes familles de figures : les métaboles (substitution d’un signifiant à un autre comme les jeux de mots, métaphores et métonymies) et les parataxes (modifications des rapports existant entre les signes comme les anaphores, ellipses et anacoluthes). Barthes réalise une définition linguistique de la figure de style : « La figure de rhétorique étant définie comme une opération qui, partant d’une proposition simple, modifie certains éléments de cette proposition ».
Cette vision de la figure de style est donc largement mécaniste et structuraliste, la transformation se faisant selon deux dimensions : la nature de la relation (jouant sur le contenu, le signifié) et la nature de l’opération (jouant sur la forme, sur le signifiant). De là, Barthes décrit deux plans nécessaires à l’effet de style : les opérations rhétoriques englobant les figures de diction et les figures de construction provenant de l’ancienne rhétorique, mais mettant en œuvre quatre transformations fondamentales qui sont : l’adjonction, la suppression, la substitution et l’échange et les relations : d’identité, de différence, de similarité et d’opposition. Ce plan se fonde, au niveau le plus élémentaire, sur la notion de sème et sera repris par Algirdas Julien Greimas (Sémantique structurale, 1966) ou Jean Cohen (Structure du langage poétique, 1966).
La portée de l’apport de Barthes et des structuralistes en général réside dans leur volonté de réduire les faits de langue à des mécanismes primordiaux, en lien avec les théories sexuelles de Sigmund Freud. La nature des relations notamment (identité/différence) s’entend par exemple pour Barthes au niveau du complexe d’Œdipe et explique l’effet sur le récepteur. Néanmoins on peut reprocher en ce sens le relativisme de Barthes, le psychologisme de sa vision d’un phénomène qui appartient finalement au domaine esthétique et à l’acte créatif. On remarquera que Jacques Lacan s'inscrit également dans une perspective structuraliste, notamment par le fait qu'il reprend le concept de signifiant à la linguistique structurale de Ferdinand de Saussure.

#### Recherches modernes
Les recherches modernes sont marquées par une grande diversité des approches, et par un souci de classification opératoire des figures. Catherine Fromilhague les nomme les « néo-rhétoriques ».
Chaïm Perelman et Lucie Olbrechts-Tyteca (1958), dans leur Traité d'argumentation rappellent la valeur argumentative de la figure, conformément à la théorie d'Aristote ; la figure devient une composante fondamentale (et non plus un « ornement » facultatif) de l'acte d'énonciation, intégrant même une portée transphrastique (au-delà de la phrase). Ils posent par ailleurs que toute figure de rhétorique est un condensé d'argument : par exemple, la métaphore condense l'analogie.
Le groupe d'étude roumain, constitué de P. Servien et S. Marcus, la Bulgare Julia Kristeva également, interrogent la notion d'écart, préparant les travaux du groupe µ. Gui Bonsiepe (Visual/verbal Rhetoric, 1965) propose lui une division des figures en « syntactiques » et « sémantiques ».
Olivier Reboul s'essaye lui à une Introduction à la rhétorique (1991), ouvrage universitaire majeur. Il y cherche, après avoir exposé plusieurs siècles de rhétorique et de codification du discours, à réconcilier l'argumentation héritée d'Aristote — qui cherche à persuader, — et celle des figures de style, qui forme le style. Reboul propose de revoir la définition des figures de rhétorique seules (ce qui n'inclut pas toutes les figures). Il définit celles-ci comme « Un procédé de style permettant de s'exprimer d'une façon à la fois libre et codifiée » ; rejetant la notion d'écart comme constitutive de la figure, il précise « libre » car le locuteur n'est pas tenu d'y recourir pour communiquer et « codifiée » car chaque figure constitue une « structure connue, repérable, transmissible », et toujours liée au pathos.
Georges Molinié, dans son Dictionnaire de rhétorique (1992), élabore une méthodologie semblable à celle d'Henri Morier. Il est à l'origine de la distinction des figures entre celles étant microstructurales (comme dans « Ce matin, dans le métro, un mammouth était assis à côté de moi ») et celles étant macrostructurales (« Cette fille est vraiment très belle » par exemple).
Michel Meyer dans Histoire de la rhétorique des Grecs à nos jours (1999) porte une réflexion philosophique et historique sur les figures de style, dans le cadre de l’argumentation, fondement de la rhétorique.

## Figures de style et sciences humaines

### En neurologie

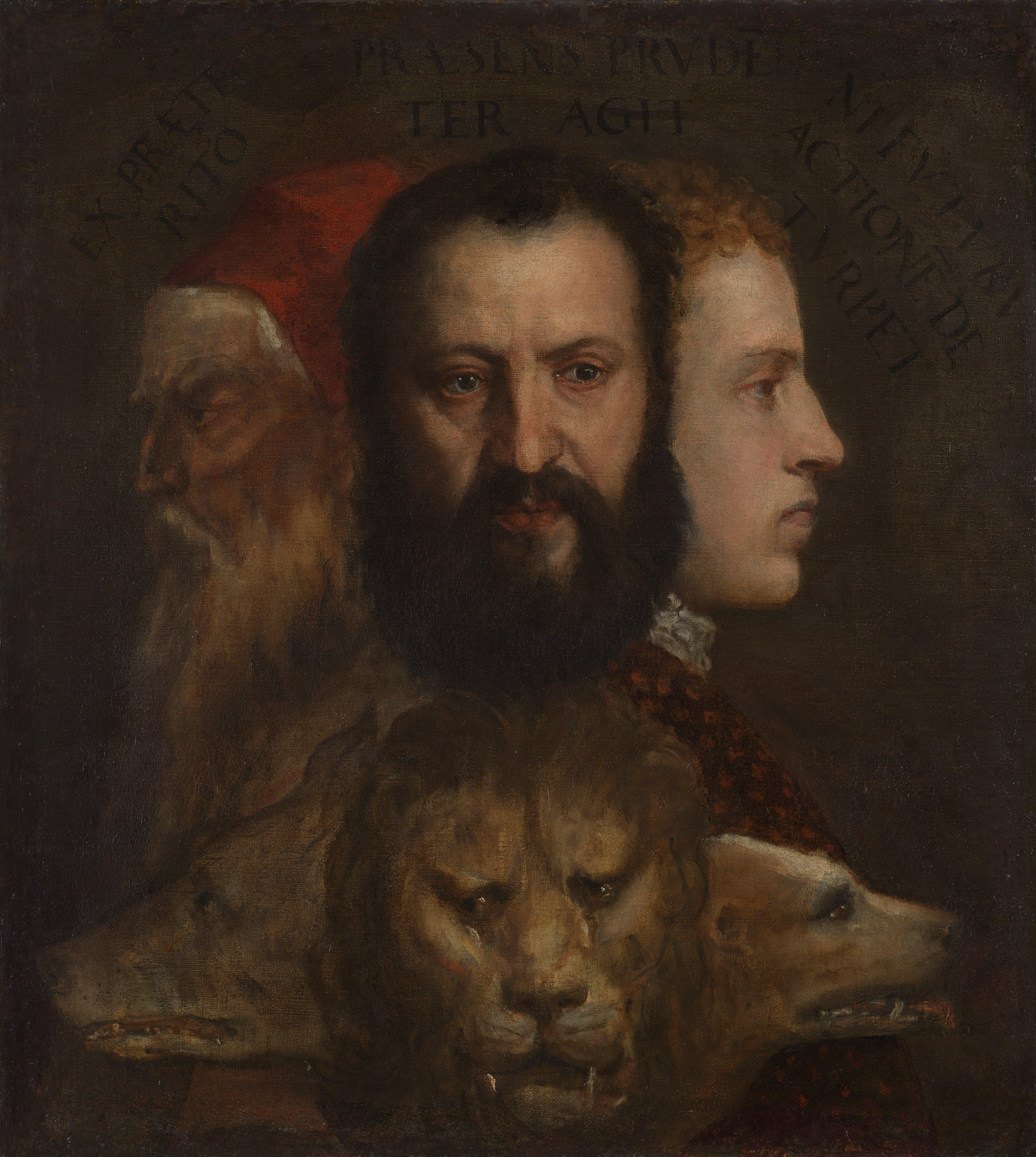
Le Titien : allégorie du temps.

Pour la neurophysiologie, après les recherches de Paul Broca (aire de Broca) et celles de Carl Wernicke (aire de Wernicke) sur les aphasies, l’usage des tropes révèle l’intensité du trouble langagier. Broca identifie une série de symptômes purement langagiers traduits en figures de style comme la logorrhée, le jargon ou le stéréotype (répétition) qui renseignent sur les mécanismes de compréhension sémantique.
Le linguiste Roman Jakobson reprend dans les années 1950 les travaux de Broca et développe par-là la théorie de deux axes (paradigmatique/syntagmatique) dans une perspective pragmatique. Jakobson fonde par-là les premiers fondements d’un pont jeté entre la sémiotique d’une part et la neurologie d’autre part[réf. à confirmer]. D'autres recherches explorent la relation des figures de style avec la perception, notamment dans la synesthésie.
La neurologie moderne, grâce à l’imagerie par résonance magnétique et aux expériences de simulation, montre que l’image est propre au mental. Ainsi, un courant dit de la sémantique cognitive s'attache à montrer comment notre organisation conceptuelle repose sur des processus essentiellement métaphoriques. La métaphore et la métonymie sont précisément au cœur de ces recherches. Jean-Luc Nespoulous, chercheur au Laboratoire Jacques-Lordat, Institut des Sciences du Cerveau de Toulouse, montre que l'absence de métaphore nuit à la compréhension d'un énoncé complexe. Bottini (1994) de son côté évoque le rôle important que jouerait l'hémisphère droit dans l’appréciation de la métaphore : le traitement de la figure impliquerait des ressources cognitives additionnelles. Des expériences sur le temps de lecture, plus long pour les énoncés métaphoriques que pour les énoncés littéraux (de Janus & Bever en 1985) et sur l'influence cognitive du contexte, qui permet de mieux comprendre, et plus rapidement, le sens métaphorique (par Keysar et Gluksberg en 1990) témoignent de l'actualité des recherches sur l'origine et la localisation cérébrale de la métaphore.
Les recherches aboutissent à la conclusion que le traitement global est moins spécialisé que prévu, et que la métaphore naît de la coopération des deux hémisphères. Dans une étude publiée en 2014 dans la revue Brain, le neurochirurgien et neuroscientifique Hugues Duffau montre que « l'aire de Broca n'est pas l'aire de la parole » et que les fonctions langagières ne sont pas tant localisées dans une aire précise que dépendantes de connexions neuronales en reconfiguration constante.

### En psycholinguistique
Des linguistes comme Olivier Reboul émettent l’hypothèse que l’emploi de figures de style relève du jeu et du plaisir, proche d’une régression de l’artiste vers un état antérieur, voire enfantin. La psychanalyse y a ainsi recours pour accéder à l'univers mental du patient. La psycho-sociolinguistique prouve, par son intégrité épistémologique même, l’importance pour la science de fusionner linguistique (modalités d’utilisation des tropes) et psychosociologie (modalités communicationnelles). Le groupe renseigne dès lors sur l’usage des tropes et des distorsions qui en sont la fondation linguistique. Les figures populaires s’expliquent dès lors par des moyens économiques de communiquer, ainsi que par des solutions préservant les communautés ou réseaux sociaux.
L'analyse pragma-énonciative des figures étudie les mécanismes énonciatifs dans la production des figures. Karim Chibout propose une typologie de plusieurs figures de style impliquant des liens sémantiques complexes entre unités linguistiques mises en jeu et exigeant la mobilisation de ressources mentales diverses. Pour Catherine Détrie, dans une perspective praxématique, la figure appartient aux processus d'« appropriation linguistique de l'univers sensible » et elle rend compte des phénomènes de « construction interactive du sens » qui a lieu au sein des représentations cognitives. Marc Bonhomme a lui montré que la figure de style appartient à la fois à un processus de paradigmatisation et à un processus d'exemplarisation mettant en jeu des mécanismes de prégnance psycho-linguistiques. Finalement, une figure de style s'apparente comme un compromis de singularité (il s'agit d'une production individuelle et originale) et de régularité logico-syntaxique.

### En psychologie
La psychologie clinique également a toujours pris en considération l’importance des tropes et de leurs modalités (débit, rythme, sonorités, kinésie…) dans la compréhension des phénomènes psychopathologiques comme l’hystérie et surtout la schizophrénie. Eugen Bleuler notamment, qui a étudié la schizophrénie, distingue les étiologies par un ensemble de troubles et symptômes langagiers. Le schizophrène, en effet, use de tropes spécifiques telle l’analogie ou le néologisme, qui renseignent son rapport au sens, l'antiphrase et l'énantiosémie.
En psychologie clinique, un certain nombre d'écoles de thérapie mentale préconisent de raconter des histoires, en relation métaphorique avec la difficulté du patient, comme l'école de Milton Erickson, qui y a recours dans sa méthode de l'hypnose. Joyce C. Mills et Richard J. Crowley en exploitent les ressources thérapeutiques, dans Métaphores thérapeutiques pour enfants.

### En psychanalyse
Avec le psychanalyste Jacques Lacan apparaît la notion d'une relation étroite entre la rhétorique et l'inconscient : 

« Qu’on reprenne donc l’œuvre de Freud à la Traumdeutung pour s’y rappeler que le rêve a la structure d’une phrase, ou plutôt, à nous en tenir à sa lettre, d’un rébus, c’est-à-dire d’une écriture, dont le rêve de l’enfant représenterait l’idéographie primordiale. […] C’est à la version du texte que l’important commence, l’important dont Freud nous dit qu’il est donné dans l’élaboration du rêve, c’est-à-dire dans sa rhétorique. »

« La métaphore est constitutive de l'inconscient », énonce-t-il par ailleurs. Jacques Lacan a ainsi ouvert la voie de l'exploration métaphorique en psychanalyse, notamment dans La Métaphore du sujet (1960). Pour Lacan, « l'inconscient est structuré comme un langage », et le désir a deux façons d'être exprimé : par la métaphore ou par la métonymie et qu'il nomme « lois du langage » de l’inconscient.
Il postule en effet que l'inconscient, qui présente la même structure que le langage, peut également être défini par un axe syntagmatique et un axe paradigmatique, dans une image schématique similaire à celle que Roman Jakobson édifia pour la langue. En ce sens, Lacan reprend-il Ferdinand de Saussure pour donner une fonction psychique au concept de signifiant. Dans cet ordre d'idée, les figures, selon Irène Tamba, « mettent en jeu les pulsions primordiales qui commandent le fonctionnement régulier de l'imaginaire humain ».

### Autres théories linguistiques des figures de style

#### Théorie de la pragmatique lexicale
La théorie de la pragmatique lexicale veut que le sens de presque tous les mots soit ajusté selon le contexte d’utilisation. Ceci serait entre autres dû au fait qu’il existerait moins de mots dans la langue qu’il existe de concepts, et que les concepts n’ont pas besoin d’être lexicalisés pour être communiqués. Par exemple, le russe a un mot, pochemuchka, pour désigner une personne posant trop de questions. Le français n’en a pas, ce qui ne signifie pas que les francophones n’en possèdent pas le concept, au contraire.
Le concept est une représentation mentale dont le revers lexicalisé est le mot. Il contient toutes les informations génériques d’un mot en particulier. Lorsque le sens d'un mot est ajusté dans un contexte particulier, un concept ad hoc est créé. Ceux-ci sont différents des concepts encodés linguistiquement parce qu’ils sont créés sur le moment pour que la communication entre locuteurs soit réussie. On note les concepts en majuscules (GLAÇON), et les concepts ad hoc en majuscules avec un astérisque (GLAÇON*) pour ne pas les confondre avec les concepts encodés linguistiquement (c'est-à-dire les mots).
Quand le contexte fait en sorte que le sens d’un mot est plus spécifique et restreint, il s’agit d’un processus de spécification. Au contraire, si le sens d’un mot devient plus général et plus large, il s’agit plutôt d’un processus d’élargissement.
La particularité de cette théorie est qu'elle ne considère par les figures de style comme une « anomalie » du langage, ni comme un usage qui s'écarte du sens « véritable » des mots. Au contraire, l'approximation, l'hyperbole et la métaphore résulteraient plutôt du phénomène courant de l'élargissement de sens. Cette théorie est étayée par de récentes études en psycholinguistique qui ont trouvé que la métaphore n'est pas plus complexe ni moins rapide à décoder au niveau cérébral qu'une expression littérale.

##### Formation des conceptsad hoc

###### Théorie de la pertinence
Selon la théorie de la pertinence, les concepts ad hoc seraient formés par notre recherche de pertinence. Cette théorie stipule que tout locuteur aura tendance à sélectionner le sens le plus pertinent d’un énoncé avec un minimum d’effort cognitif. La pertinence implique deux paramètres : les coûts et les bénéfices. Les bénéfices sont des effets cognitifs positifs qui permettent au locuteur d’interpréter correctement un énoncé. Les coûts représentent l’effort de traitement qui est demandé pour atteindre les effets positifs des bénéfices. Ainsi, plus un énoncé demande d’effort cognitif, moins il sera jugé pertinent. C’est pourquoi la théorie de la pertinence suit la loi du moindre effort. En conséquence, un concept encodé linguistiquement qui n’est pas enrichi dans une situation de spécification ou d’élargissement sera jugé non pertinent. Les concepts ad hoc permettent donc de pallier le manque de pertinence des concepts encodés linguistiquement qui sont spécifiés ou élargis dans certains contextes.

###### Relations entre mots et concepts
Diverses écoles de pensée ont émis différentes hypothèses quant aux relations qu’entretiennent les mots et les concepts. Selon la sémantique conceptuelle, il existe plus de mots que de concepts; certains mots peuvent être la combinaison de plusieurs concepts basiques. Selon Fodor, la relation entre les mots et les concepts est biunivoque, c’est-à-dire qu’un mot représente un concept et inversement. Enfin, selon Sperber & Wilson, le nombre de concepts est plus grand que le nombre de mots dans une langue. Cette dernière hypothèse est celle qui est retenue par la pragmatique lexicale parce qu'il s'agit de la plus intéressante pour expliquer la formation des concepts ad hoc. En effet, si le nombre de concepts d’une langue est supérieur au nombre de mots, certains concepts ne sont même pas lexicalisés, mais peuvent tout de même être communiqués à l’aide des concepts ad hoc. Ces concepts sont donc formés pendant l’interaction et sont flexibles vu qu’il est possible de communiquer des concepts qui ne sont pas lexicalisés.

##### Spécification
La spécification se caractérise par le fait qu’elle met en évidence un sous-ensemble ou une sous-catégorie des référents d’un concept encodé linguistiquement. L’exemple suivant illustre un processus de spécification :
(1) Tous les linguistes adorent boire.
Dans l’exemple (1), le verbe boire n’est pas utilisé pour communiquer le fait que les linguistes aiment boire n’importe quel breuvage. Le verbe ne fait référence qu'aux boissons alcoolisées. Le sens de boire est ainsi plus spécifique: les linguistes adorent boire de l’alcool et non pas n’importe quelle boisson. Le concept ad hoc BOIRE* ainsi créé est plus restreint que le concept encodé linguistiquement BOIRE. Le nombre de référents que l'on peut BOIRE* est ainsi diminué.

##### Élargissement
Un cas d’élargissement se produit quand le sens d’un mot est plus général que celui encodé linguistiquement. Le nombre de référents du concept est alors augmenté. Voici un exemple du phénomène :
(2) L’eau du lac est glacée.
Dans l’exemple (2), il s’agit d’un élargissement si l’eau du lac n’est pas proche de zéro degrés Celsius. Admettons que la température de l’eau soit de 10 degrés. L’eau n’est pas glacée, mais elle est tout de même trop froide pour qu’on puisse se baigner dans le lac. Le sens de glacée est donc élargi; le concept ad hoc créé inclut davantage de référents pour ce mot.
Wilson, une pragmaticienne, classe les processus d’élargissement en deux catégories distinctes : les approximations et les extensions catégorielles. L'approximation est une variété d’élargissement où un mot ayant un sens spécifique est utilisé dans un cas qui ne correspond pas nécessairement parfaitement à ses référents, comme dans l’exemple (3).
(3) Le visage de Pierre est rond.
Il s’agit d’une approximation parce que le visage de Pierre n’est pas parfaitement rond comme la forme géométrique. Son visage a une certaine rondeur sans pour autant correspondre à un rond parfait. L’exemple (2) serait aussi une approximation.
L’extension catégorielle est aussi une variété d’élargissement. Elle se définit par l’utilisation de noms communs, de noms propres ou encore de marques connues pour indiquer des catégories plus larges. Voici quelques exemples d’extension catégorielle :
(4) Le nouveau frigidaire de Marie est flamboyant.
(5) Smith est la nouvelle Chomsky.
En (4), frigidaire est utilisé comme un nom commun même s’il s’agit d’une marque connue. Dans l’usage courant, en français québécois, on utilise frigidaire pour désigner n’importe quel réfrigérateur, peu importe s’il est de la marque Frigidaire ou pas.
En (5), le nom propre Chomsky fait référence à un linguiste talentueux qui a révolutionné la linguistique. On comprend donc que Smith est aussi une linguiste talentueuse. Le concept ad hoc CHOMSKY* peut alors faire référence à d’autres personnes qui ont du talent en linguistique.

##### Approximation, hyperbole et métaphore

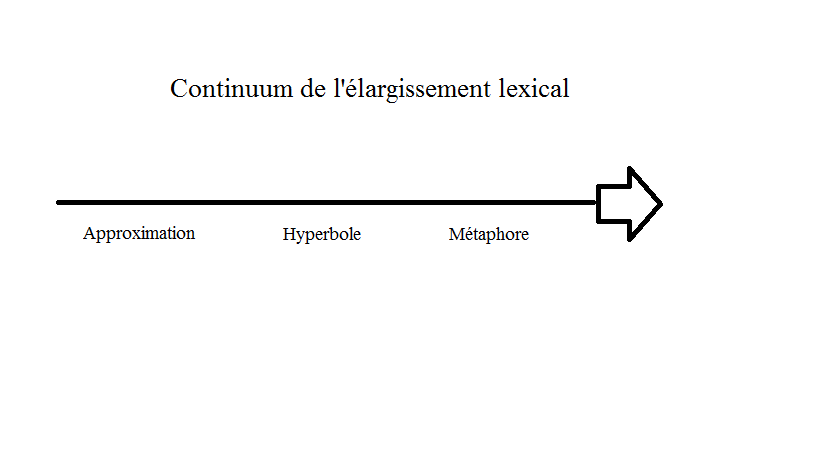
Continuum de l'élargissement lexical selon la pragmatique lexicale

Zufferey et Moeschler proposent que l’approximation, l’hyperbole et la métaphore se différencient selon l’application du processus d’élargissement, l’approximation ayant un élargissement minimal, l’hyperbole un élargissement considérable, et la métaphore un élargissement maximal. Les trois phénomènes se trouveraient sur un continuum.

###### Approximation
L'approximation est le type d'élargissement lexical le plus discret. Ainsi que Wilson la définit, une approximation se produit quand un mot est employé dans un contexte qui ne correspond pas exactement à sa définition littérale.
Supposons qu’on serve une tasse de thé à Marie, qu’il soit tiède, et que Marie se plaigne avec la phrase (6).
(6) Mon thé est froid !
Il s’agirait d’élargissement du sens du mot « froid », parce que son thé n’est pas littéralement froid : il est simplement plus froid qu’elle voudrait. Les exemples (2) et (3) plus haut constituent également des approximations.

###### Hyperbole
Les hyperboles sont considérées comme un élargissement lexical plus grand que l’approximation.
Si, dans la même situation que dans l'exemple (6), Marie disait plutôt (7), il s’agirait d’une hyperbole : son thé est loin d’être littéralement glacé, puisqu’il est tiède.
(7) Mon thé est glacé!

###### Métaphore
La pragmatique lexicale définit les métaphores comme étant le résultat d’un élargissement lexical porté à l’extrême. En effet, seule la propriété du concept linguistique la plus saillante selon le contexte sera retenue, ce qui constituera un concept ad hoc très large, qui englobera tout ce qui partage cette seule propriété.
Par exemple, Louis a été entrainé dans un vol à l’étalage par ses amis. Un professeur énoncé (8) dans ce contexte.
(8) Louis est vraiment un lemming.
Pour interpréter cette phrase, on extrait la propriété du lemming la plus saillante en contexte, soit le fait que cet animal suivra le troupeau jusqu’à la mort, puis on l’applique à Louis. On en tire le sens que Louis suit le groupe, sans réfléchir par lui-même.
Enfin, il peut y avoir à la fois spécification et élargissement lexicaux dans une seule métaphore. L'énoncé (9) en constitue un exemple.
(9) Alice sifflote tout le temps. C’est un vrai oiseau !
Il y a élargissement du terme « oiseau », duquel on extrait la propriété « qui gazouille d’un chant caractéristique », comme dans n’importe quelle métaphore. Il y a cependant aussi spécification, parce que ce ne sont pas tous les oiseaux qui gazouillent. Pensons aux aigles qui trompètent. On spécifie donc le terme « oiseau » pour exclure les référents qui ne partagent pas la propriété qu’on a déjà extraite.

#### Théorie de l'argumentation dans la langue
Il existe une autre théorie linguistique sur la construction des métaphores, basée sur la théorie de l’argumentation dans la langue (ADL). Cette dernière suppose que les mots possèdent une « orientation » inhérente, qui aurait pour effet d’orienter l’interlocuteur vers une certaine conclusion. Par exemple, l’expression « beau temps » orienterait fondamentalement l’interlocuteur vers l’idée d’aller dehors, puisque le concept d’être « favorable à la sortie » serait associée à cette expression. Cette orientation serait inhérente aux mots, et non liée au contexte, puisqu’on peut la percevoir même hors contexte.
La métaphore, dans le cadre de cette théorie, n’existerait pas. En effet, la séparation des sens littéral et métaphorique qui caractérise cette figure de style n’a pas lieu d’être : ces deux emplois réaliseraient simplement la même orientation profonde liée au mot. Ainsi, dire que son poisson est mort ou dire qu’une langue est morte convoquerait le même sens profond, soit quelque chose s’apparentant à « cesser d’exister, d’évoluer » et équivaudrait donc à un seul emploi d’une seule sémantique profonde du mot. Pour un autre exemple, cette théorie supposerait que l’idiotisme Il pleut des cordes réalise simplement le sens profond de l’expression : pleuvoir prend son sens littéral, tandis que cordes contient l’idée de longueur effilée. Pleuvoir des cordes signifie donc « pleuvoir de longues gouttes d’eau » et, par extension, « pleuvoir fort », puisque la quantité d’eau qui tombe est augmentée.

#### Dans le cadre des maximes de Grice
Selon Grice, la métaphore ainsi que l’ironie transgressent la maxime de qualité, qui demande premièrement de ne pas mentir, et deuxièmement de ne pas avancer quelque chose si on ne peut en faire la preuve. La transgression de maximes provoque le calcul d'implicatures conversationnelles.
Par exemple :
(10) Sophie est un chat.
(11) Jacob est une souris.
(12) Comme tu es habile, tu as réussi à faire tout tomber !
(13) Olivier est très intelligent, il a branché les fils à l’envers.
Dans les exemples métaphoriques en (10) et (11), la maxime de qualité est violée, car Sophie et Jacob ne sont clairement pas des animaux. La transgression de cette maxime provoque une implicature chez l'auditeur, qui, supposant que le locuteur essayait de contribuer une information pertinente à la conversation, calculera un autre sens à cet énoncé. Dans le cas présent, en associant une caractéristique saillante en contexte des animaux correspondant aux personnes, l'auditeur pourrait supposer qu'en (10), Sophie dort tout le temps, et qu'en (11), Jacob ne fait pas de bruit quand il se déplace.
Les phrases ironiques en (12) et (13), elles aussi, ne respectent pas la maxime de qualité. En (12), lorsque le locuteur dit à son interlocuteur qu’il est habile, c’est le contraire qu’il veut signifier, soit qu’il est malhabile. En (13), le locuteur ne semble pas trouver qu'Olivier est très intelligent s’il a branché les fils à l’envers.

## Domaines des figures de style

### Musique
La musique de la période romantique utilise fréquemment la digression. C'est le cas de Chopin ou de Liszt par exemple. Des figures, comme l'épanadiplose par exemple, ou l'anaphore, sont à la base des comptines :

« Alouette, gentille alouette ! Alouette je te plumerai… »

Les arts musicaux, tels que le rap ou le slam, utilisent beaucoup de figures de style, en particulier celles jouant sur la sonorité (allitération, paronomase) et la comparaison (analogie, métaphore, etc.) Un exemple de présence d'assonance en « i » et « en » ainsi que d'allitération en « s » dans la chanson L'Enfant seul du rappeur Oxmo Puccino :

« Maîtrise lancinante, sentiments en ciment sinon

Dans six ans on me retrouve ciseaux dans le crâne

Dans le sang gisant… »

Selon le romancier et essayiste Thomas Ravier, le rappeur Booba est même l'inventeur d'une figure de style : la métagore.

### Publicité
La publicité a recours de manière massive aux figures et aux tropes comme, parmi les principales, l'hyperbole dite publicitaire, l'allégorie ou la métaphore, en particulier pour imager le message transmis au consommateur. La rhétorique publicitaire appartient, selon Roland Barthes, à un domaine plus vaste : celui de la rhétorique visuelle, fixe (affiches) comme animée (clips publicitaires). Barthes fonde dans les années 1960, sous l’impulsion du structuralisme, la « rhétorique de l’image », et y transfère les outils d’analyse du texte.
Barthes montre que, comme dans un énoncé écrit, il y a en jeu dans l’image publicitaire deux niveaux de lecture, typiques du champ stylistique : la connotation et la dénotation. Par conséquent, avant d’avoir une fonction iconique, la publicité a une fonction avant tout symbolique, saisissable dans un univers linguistique. Barthes montre que certaines figures de style sont à la base du langage publicitaire, et parmi elles surtout l’asyndète et la métonymie : « Il est en effet probable que parmi les métaboles (ou figures de substitution d’un signifiant à un autre, c’est la métonymie qui fournit à l’image le plus grand nombre de ses connotateurs ; et parmi les parataxes (ou figures du syntagme), c’est l’asyndète qui domine ». Barthes applique en effet les axes paradigmatique et syntagmatique à l’étude de l’image.

Trois figures de style appliquées à la publicité
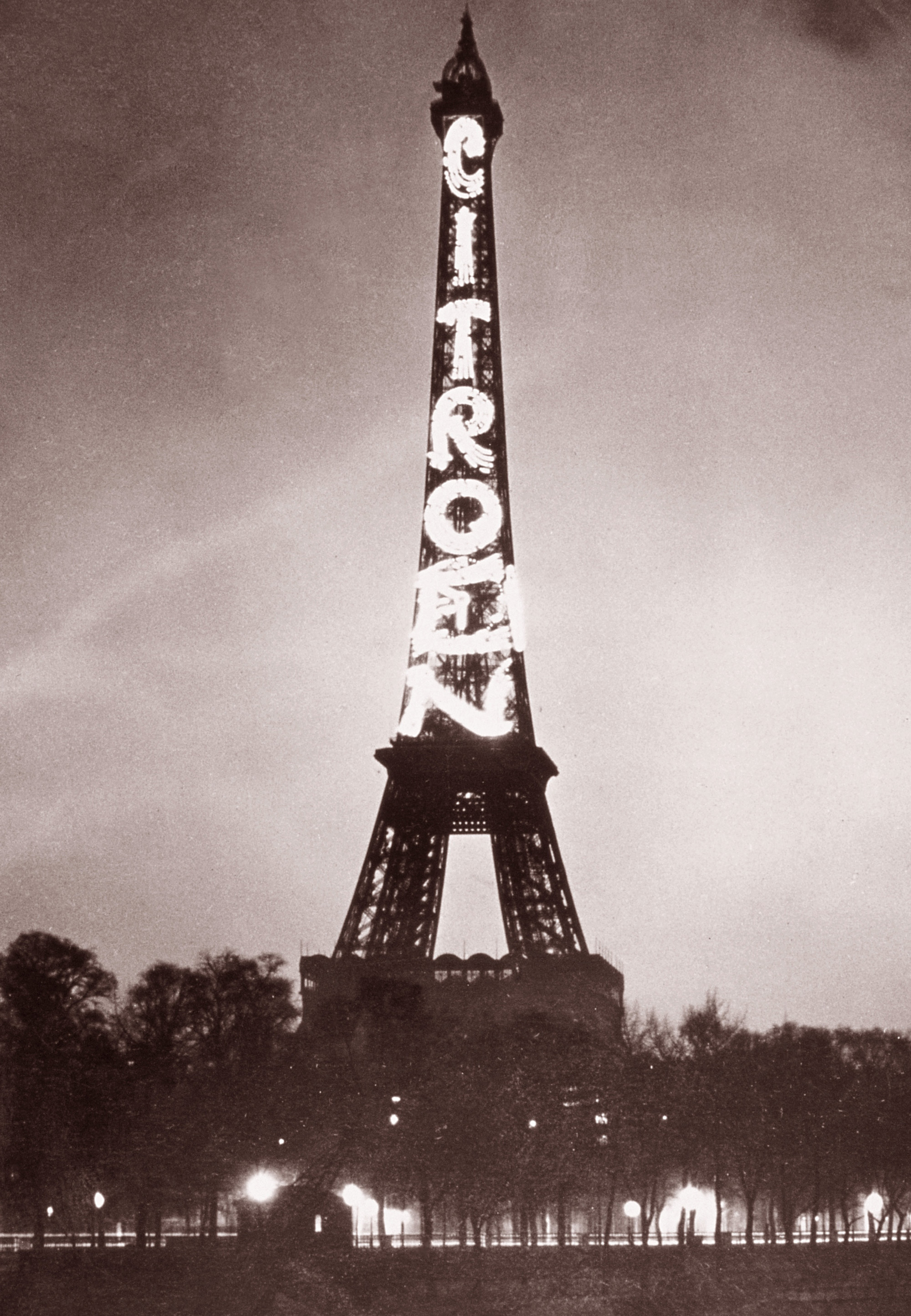
Publicité pour Citroën (hyperbole)
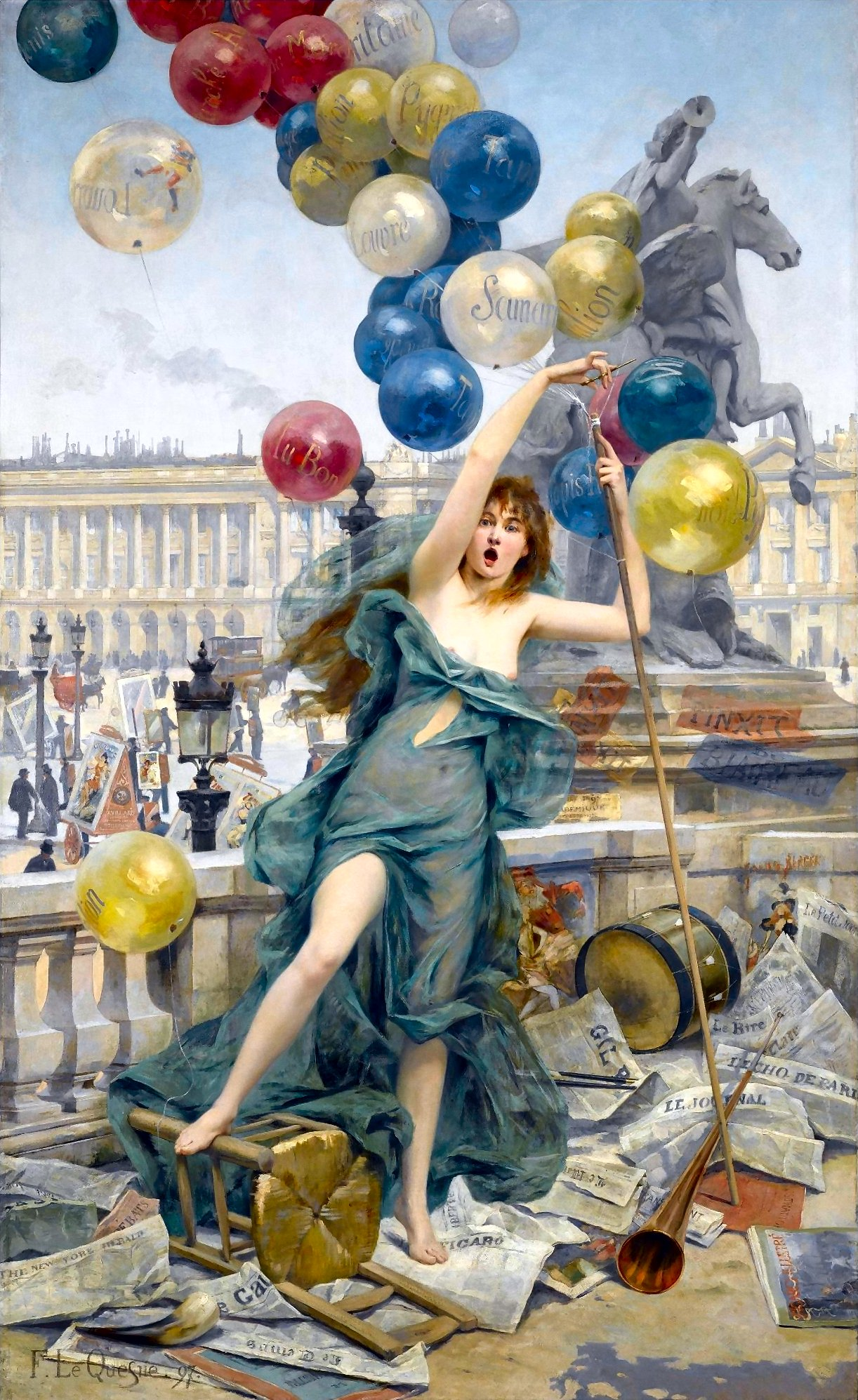
La publicité par Fernand Le Quesne (Allégorie)
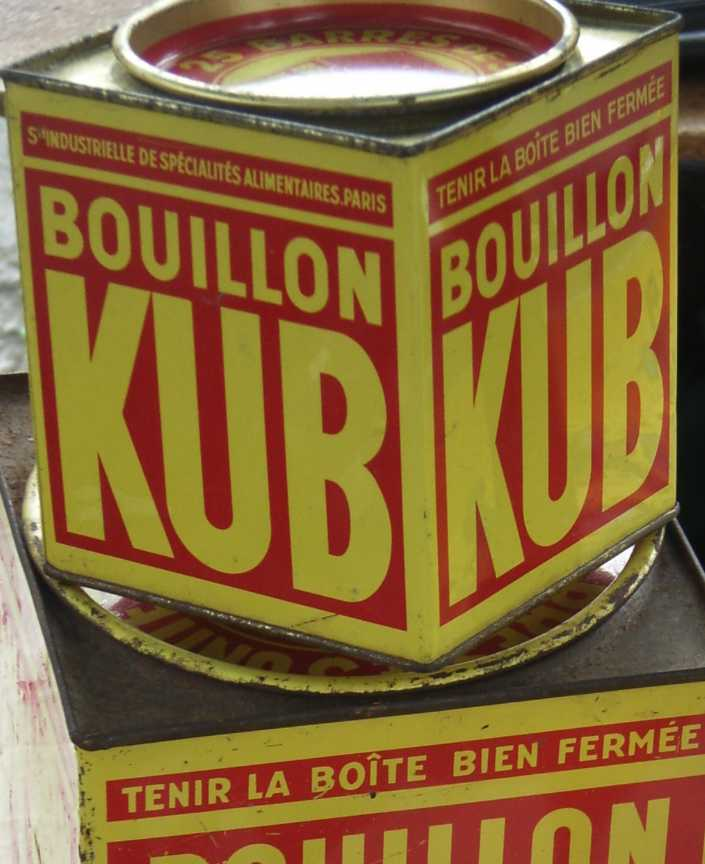
Publicité pour les bouillons Kub (métonymie)

Dans la lignée de Barthes, Jacques Durand montre que les effets recherchés font appel aux mêmes représentations et aux mêmes processus cognitifs qu’en littérature. Dans Les Formes de la communication (1981), il montre que la publicité est une « nouvelle rhétorique », sa continuité historique et sociale. Durand, reprenant les études sémiotiques, élabore un tableau de classement identifiant les principales figures de style constitutives du pouvoir de persuasion de la publicité. Il recense quatre mécanismes primordiaux : identité, similarité, opposition et différence, qu’il expose dans son article paru dans la revue Communications.
Enfin, en pédagogie, pour plus de proximité culturelle avec l’élève, le matériel publicitaire permet une approche didactique pertinente à l’école qui conjugue lecture critique de l’image et apprentissage des grands processus de transformation de la langue, par le biais des figures de style, deux axes constitutifs des référentiels pédagogiques.

### Dans le cinéma et la peinture
Le cinéma également transpose sur le plan visuel des mécanismes discursifs hérités des figures de style et notamment la métonymie, comme c'est souvent le cas des gros plans sur un objet. Patrick Bacry prend comme exemple une scène du film Lancelot du Lac de Robert Bresson. Le metteur en scène ne montre du combat des chevaliers que les sabots des chevaux qui galopent ainsi que quelques écus brisant l'assaut de lances. L’oxymore ou encore la digression sont également utilisés pour les mêmes raisons que dans le roman. L'ellipse, la digression ou l'hypotypose sont aussi couramment utilisées. Le Groupe µ a notamment permis la compréhension des opérations cognitives à l’origine des figures de style comme étant des objets mentaux traduisibles dans le registre de l’image en mouvement. Ils élaborent alors une la sémiotique visuelle, dont le Traité du signe visuel. Pour une rhétorique de l’image est l’ouvrage fondateur.
Les autres arts visuels utilisent des figures davantage tropiques, comme la métaphore dans le mouvement surréaliste (les tableaux de René Magritte sont parmi les plus explicites). L’allégorie est sans conteste la figure la plus utilisée en peinture, comme dans La Liberté guidant le peuple d'Eugène Delacroix mais la peinture connaît aussi le symbole et l'antithèse. Nombres d’œuvres représentent de véritables scènes vivantes dans lesquelles le peintre cherche à animer la scène (hypotypose), des analogies (comparaison) comme les tableaux d'Arcimboldo ou l'oxymore (dans la technique du clair-obscur par exemple). La bande-dessinée utilise par ailleurs l'expressivité des figures de style, comme celle de l'onomatopée, pour illustrer les actions.